# ボスニア・ヘルツェゴビナ

ボスニア・ヘルツェゴビナ

Bosna i Hercegovina （ボスニア語、クロアチア語）
Босна и Херцеговина （セルビア語）

国の標語：なし
国歌：ボスニア・ヘルツェゴビナ国歌

ボスニア・ヘルツェゴビナは、東南ヨーロッパのバルカン半島北西部に位置する共和制国家。首都はサラエヴォ。
ほぼ三角形の国土を持ち、国境のうち北側と南西側2辺でクロアチア、東側1辺でセルビア、モンテネグロと接する。クロアチア領ダルマチアに挟まれたネウムでごくわずかにアドリア海に面する。

## 概要
ボスニア・ヘルツェゴビナは、歴史的に多様な民族が共存と分離を繰り返してきた地域である。歴史的には、オスマン帝国やオーストリア＝ハンガリー帝国の支配を受けた後、第一次世界大戦後にユーゴスラビア王国の一部となり、第二次世界大戦後はユーゴスラビア社会主義連邦共和国の構成国となった。
しかし、1992年に独立を宣言すると、独立の可否や国のあり方をめぐってボスニア・ヘルツェゴビナ紛争が勃発し、ボシュニャク人、クロアチア人、セルビア人がそれぞれ民族ごとに分かれて戦った。一連のユーゴスラビア紛争のなかでも、スロベニアやクロアチアと異なり絶対的多数派が存在しなかったボスニア・ヘルツェゴビナでは内戦が泥沼化し、民族浄化を含む凄惨な戦いが行われた。1995年のデイトン合意により停戦が成立し、国家の枠組みが定められた。
現在、ボスニア・ヘルツェゴビナはボシュニャク人とクロアチア人が主体のボスニア・ヘルツェゴビナ連邦と、セルビア人中心のスルプスカ共和国の2つの構成体からなる連邦国家でもある。両地域にまたがるブルチコ行政区は、特別区として中央政府が直轄している。
政治体制は、紛争の再燃を防ぐために高度に分権化された独特の統治体制をもつ。一例として国家元首である大統領評議会議長は3民族の代表が8ヶ月ごとの輪番制で務めている。さらに、デイトン合意の履行を監視するために国際社会が任命する実質的な最高権力者である上級代表が存在する。
文化的には、東西ヨーロッパの影響が交錯し、イスラム、カトリック、正教の伝統が共存している。伝統的なボスニア料理は、トルコの影響を受けたものが多い。山岳国家のため肉料理が主である。

## 国名
正式名称は、ボスニア語・クロアチア語表記で Bosna i Hercegovina、セルビア語表記で Босна и Херцеговина（ボスナ・イ・ヘルツェゴヴィナ）。「ボスニアとヘルツェゴヴィナ」を意味する
公式の英語表記は、Bosnia and Herzegovina（[ˈbɒzniə ənd ˌhɛərtsəɡəˈviːnə, ˌhɜːrtsəˈɡɒvᵻnə] ( 音声ファイル)）。
日本語の表記は ボスニア・ヘルツェゴビナ、または ボスニア・ヘルツェゴヴィナである。
「ボスニア」の名称についての最初の言及として広く認められているものは、10世紀半ば（948年から952年の間）に東ローマ帝国皇帝コンスタンティヌス7世によって書かれた帝国地理論であり、セルビア人が住んでいる「ボスナ」（ギリシャ語：Βοσώνα）の「小さな土地」（χωρονα）として記述されていた。
ボスナは、ボスニアの中心地を流れるボスナ川の水名に由来すると考えられている。言語学者アントン・メイヤーによると、ボスナという名前はイリュリア語の「Bass-an-as」に由来する可能性があり、これは「流れる水」を意味するインド・ヨーロッパ祖語の語根「bos」または「bogh」から派生したものであると考えられる。
ヘルツェゴビナという名前は「ヘルツェグ（公）の地」という意味であり、ドイツ語の公爵＝「ヘルツォーク」から派生した。これは、15世紀にこの地域を支配したサバ公スチェパン・ヴクチッチが「フムと海岸地域のヘルツェグ」を称したことに由来する。フムは、古くはザフルミェと呼ばれていたバンにより征服された中世初期の公国の名称である。オスマン帝国の支配下に入ると、ヘルツェゴビナのサンジャックと呼ばれるようになり、行政区分上は、ボスニア・エヤレト及び短命のヘルツェゴビナ・エヤレトに含まれており、その後、行政区画はボスニア・ヘルツェゴビナに再編された。

## 歴史

### 古代・中世
現在のボスニア、ヘルツェゴビナには当初インドヨーロッパ語族のイリュリア人が住んでいたが、紀元前1世紀にローマ帝国の支配下に入った。その後、6世紀後半からスラヴ人が定住し始め、中世の頃にはそれぞれ王国を形成していた。この地域は地理的環境から、キリスト教のカトリックと正教会の対立の最前線となり、両宗教の激しい布教争いの場となった。このため多くの人々はブルガリアから入ってきたボゴミル派に救いを求める。12世紀後半にはボスニア王国がボスニア、ヘルツェゴビナを統治した。

### 近世（オスマン帝国統治時代）

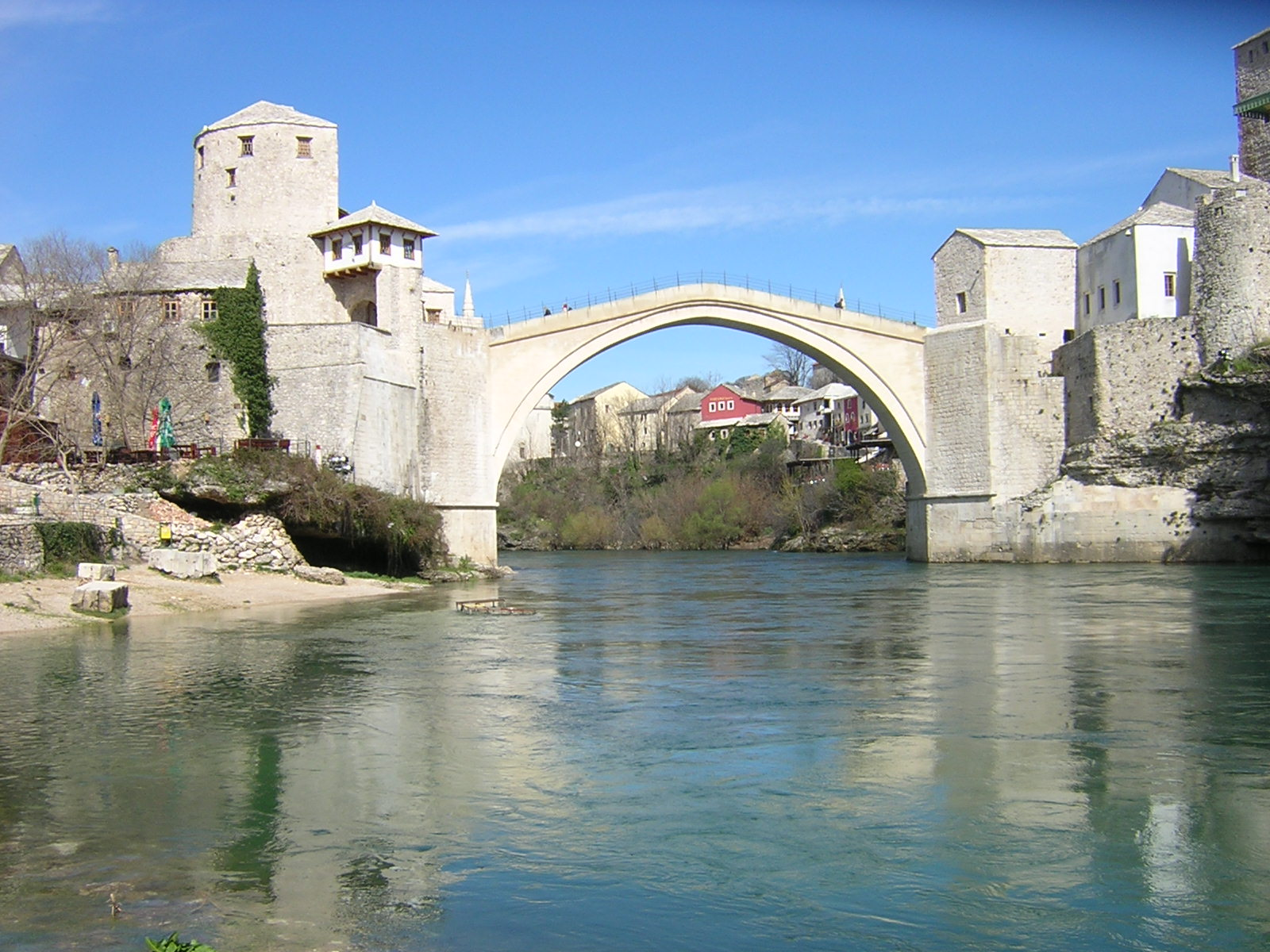
モスタルのスタリ・モスト。ボスニア・ヘルツェゴビナの代表的なオスマン建築のひとつ。

15世紀後半までにはボスニア・ヘルツェゴビナの全域がオスマン帝国の支配下に入る。正統派のキリスト教勢力から弾圧を受けていたボゴミル教徒たちの多くはこのときイスラム教に改宗した。またこのほかにもイスラム教に改宗した現地のスラヴ人、トルコなどから移り住んでボスニア・ヘルツェゴビナに定着したイスラム教徒などによって、この地方ではイスラム教徒の人口比率が高まった。首都であるサラエボはオスマン帝国のボスニア州（1580–1867、Bosnia Eyalet）やボスニア州（1867–1908、Bosnia Vilayet）の中心となり、宮殿が築かれ、帝国の州知事たちによってオスマン風の都市建設や都市計画が進められた。多くの住民がイスラム教を受容していたことや、その戦略的重要性のために、ボスニア・ヘルツェゴビナでは他のバルカン諸国に例がないほど文化のトルコ化が進行した。16世紀から17世紀にかけて、オスマン帝国がハプスブルク帝国、およびヴェネツィア共和国と戦争を行った際に、ボスニアはオスマン帝国にとって重要な前哨基地としての役目を果たしている。

### 近代（オーストリア＝ハンガリー帝国統治時代）
19世紀後半、オスマン帝国の衰退に伴い、バルカン半島はオーストリア・ハンガリー帝国とロシア帝国の勢力争いの場となる。1831年にはボスニア蜂起（1831–1833）が発生。1875年にヘルツェゴヴィナ蜂起が起きると、この反乱を口火としてモンテネグロ・オスマン戦争と露土戦争が起こった。戦後サン・ステファノ条約が結ばれたが、ロシアの南下政策にオーストリアとイギリスが反対し、1878年にベルリン会議が開かれた。その結果オーストリア・ハンガリーは、オスマン帝国の主権を残しつつもボスニアとヘルツェゴビナの施政権を獲得し、サンジャク地方にも軍隊を駐屯させた。その後オーストリアは、1908年にボスニア、ヘルツェゴビナ両地域を併合する。このことがセルビアの大セルビア主義や汎スラヴ主義を刺激。1914年にこの地で起きたサラエボ事件が、第一次世界大戦の引き金になった。
第一次世界大戦後、サン＝ジェルマン条約によりオーストリア＝ハンガリー帝国は解体され、セルビアの南スラブ連合構想に基づいてセルビア人・クロアチア人・スロヴェニア人王国（その後ユーゴスラビア王国と改称）が建国されると、ボスニア、ヘルツェゴビナは共にその一部となった。

### 第二次世界大戦
第二次世界大戦時、ナチス・ドイツと同盟する枢軸国はユーゴスラビアに侵攻。ボスニア・ヘルツェゴビナの大部分はナチス・ドイツの傀儡ファシスト国家であるクロアチア独立国の支配下に置かれた。クロアチア独立国の支配下では、クロアチア人の民族主義組織ウスタシャによって、セルビア人はユダヤ人、ロマ、反体制派などとともに激しい迫害を受け、数万から数十万人が各地で殺害されるか、強制収容所に送られて殺害された。また、これに対抗したセルビア人の民族主義組織チェトニクによって、クロアチア人やボシュニャク人が大量に殺害された。この時代、フォチャをはじめとする各地で、ウスタシャとチェトニクによる凄惨な民族浄化の応報が繰り広げられた。これらの民族主義者や、ナチス・ドイツ、ファシスト・イタリア等に対して、多民族混成の抵抗組織としてパルチザンが結成され、ボスニア各地で戦いを繰り広げた。パルチザンによるユーゴスラビア人民解放反ファシスト会議（AVNOJ）の第1回の会合はビハチで、第2回の会合はヤイツェで行われた。

### 社会主義時代

ユーゴスラビア社会主義連邦共和国とその構成国

ユーゴスラビア解体のプロセス

ユーゴスラビア連邦人民共和国が成立すると、1946年にボスニアおよびヘルツェゴビナ地方には、ユーゴスラビア連邦の構成共和国の一つとしてボスニア・ヘルツェゴビナ人民共和国が誕生した。戦後、共産主義国家として誕生したユーゴスラビア連邦では、クロアチアやセルビアなどが民族ごとの国家として誕生したが、多民族による混住が進んでいたボスニアでは特定民族の国家をつくることはできず、地域的な共和国としてボスニア・ヘルツェゴビナが置かれた。ユーゴスラビアがソビエト連邦と決別してからは、ユーゴスラビア独自の自主管理社会主義が導入され、経済活動や政治的権利はより下位の単位に移管されていった。
ボスニア・ヘルツェゴビナのイスラム教徒（ムスリム）たちは多くの場面でセルビア人、クロアチア人、あるいはトルコ人と名乗っていたが、固有の民族「ボスニア人」としての扱いを求めていた。1974年にユーゴスラビア連邦の憲法が改定された際、ボスニアのムスリムは「ムスリム人」の呼称で独自の民族とされた。これは、連邦の中央政府の意向によって、ボスニア・ヘルツェゴビナを多民族混住の純粋に地理的な単位とみなす上で、ムスリム（ボシュニャク人）のみが「ボスニア」の呼称を使用することに対する懸念によるものである。
長らく民族間の緊張の少ない状態が続き、都市部では多民族の混住、民族間の結婚なども進んだ。また、いわゆる東側諸国とは一線を画したユーゴスラビア独自の路線によって、言論や文化的活動に関して他の共産主義諸国よりもはるかに多くの自由が認められていた。体制批判的な映画も製作され、サラエボはユーゴスラビアのロック (音楽)やポップスの一大拠点となった。一方、1984年にはサラエボオリンピックが開催された。

### ボスニア・ヘルツェゴビナ紛争

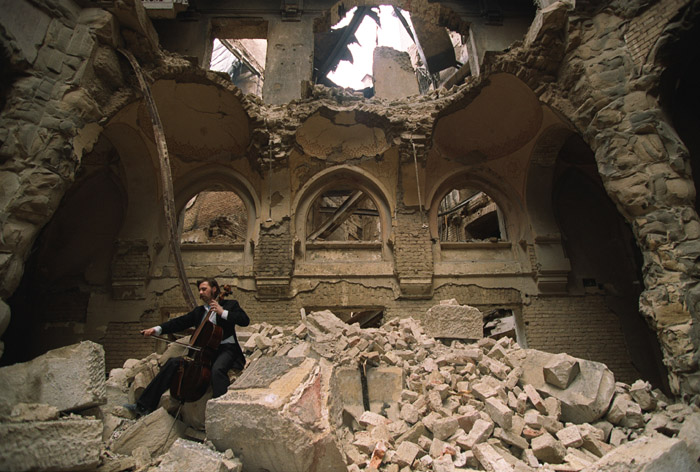
破壊された国立図書館でチェロを演奏するヴェドラン・スマイロヴィッチ（1992年、サラエボでミハイル・エフスタフィエフ撮影）

1990年に共産主義独裁が公式に放棄され、多党制が認められると、ボスニア・ヘルツェゴビナではそれぞれの民族を代表する政党が議会の大半を占めるようになった。1991年にスロベニア、クロアチア、マケドニア共和国が相次いでユーゴスラビアからの独立を宣言し、クロアチアではクロアチア紛争が始まった。相次ぐ独立宣言や隣国での民族間紛争の勃発によって、次第にボスニア・ヘルツェゴビナの各民族間には緊張・不信が広がり、一部では武器を準備する動きも進んでいた。
正教徒主体のボスニア・ヘルツェゴビナのセルビア人たちは、セルビアやモンテネグロとともにユーゴスラビア連邦に留まることを望んでいたが、イスラム教徒中心のボシュニャク人（旧ムスリム人）や、ローマ・カトリック教徒主体のクロアチア人はユーゴスラビアからの独立を望んだ。この3つの民族は互いに近い言語を使っていたものの、民族的アイデンティティや宗教を異にしていた。
1992年、ボスニア政府はセルビア人がボイコットする中で国民投票を強行し、独立を決定した。3月に独立を宣言してユーゴスラビアから独立した。アリヤ・イゼトベゴヴィッチ大統領などの数の上で最多となるボシュニャク人の指導者たちは、ボスニア・ヘルツェゴビナを統一的な国家とすることによって自民族が実質的に国家を支配できると考えていた。これに対して、セルビア人やクロアチア人は、ボシュニャク人による支配を嫌い、独自の民族ごとの共同体を作って対抗した。クロアチア人によるヘルツェグ＝ボスナ・クロアチア人共同体や、セルビア人によるボスニア・ヘルツェゴビナ・セルビア人共同体はそれぞれ独自の議会を持ち、武装を進めた。
ボスニア・ヘルツェゴビナ・セルビア人共同体は、ラドヴァン・カラジッチを大統領とする「ボスニア・ヘルツェゴビナ・セルビア人共和国（スルプスカ共和国）」としてボスニア・ヘルツェゴビナからの分離を宣言した。1992年5月にユーゴスラビア人民軍が公式に撤退すると、その兵員や兵器の一部はそのままスルプスカ共和国軍となった。また、ヘルツェグ＝ボスナ・クロアチア人共同体も、マテ・ボバンの指導下、「ヘルツェグ＝ボスナ・クロアチア人共和国」の樹立を宣言し、同国の軍としてクロアチア防衛評議会を設立し、クロアチア人による統一的な軍事組織とした。
2つの民族ごとの分離主義国家、および事実上ボシュニャク人主導となったボスニア・ヘルツェゴビナ中央政府の3者による争いは、それぞれの支配地域の拡大を試みる「陣取り合戦」の様相を呈し、それぞれ自勢力から異民族を排除する目的で虐殺や見せしめ的な暴行による追放を行う民族浄化が繰り広げられた。
1994年にはアメリカ合衆国の主導でボスニア中央政府とクロアチア人勢力との間で停戦が成立した。これによって両勢力はセルビア人勢力に対して反転攻勢をはじめ、またNATOによる空爆などの軍事介入も行われた。1995年に国際連合の調停で和平協定（デイトン合意）に調印し、紛争は終結した。

### ボスニア・ヘルツェゴビナ紛争終結後

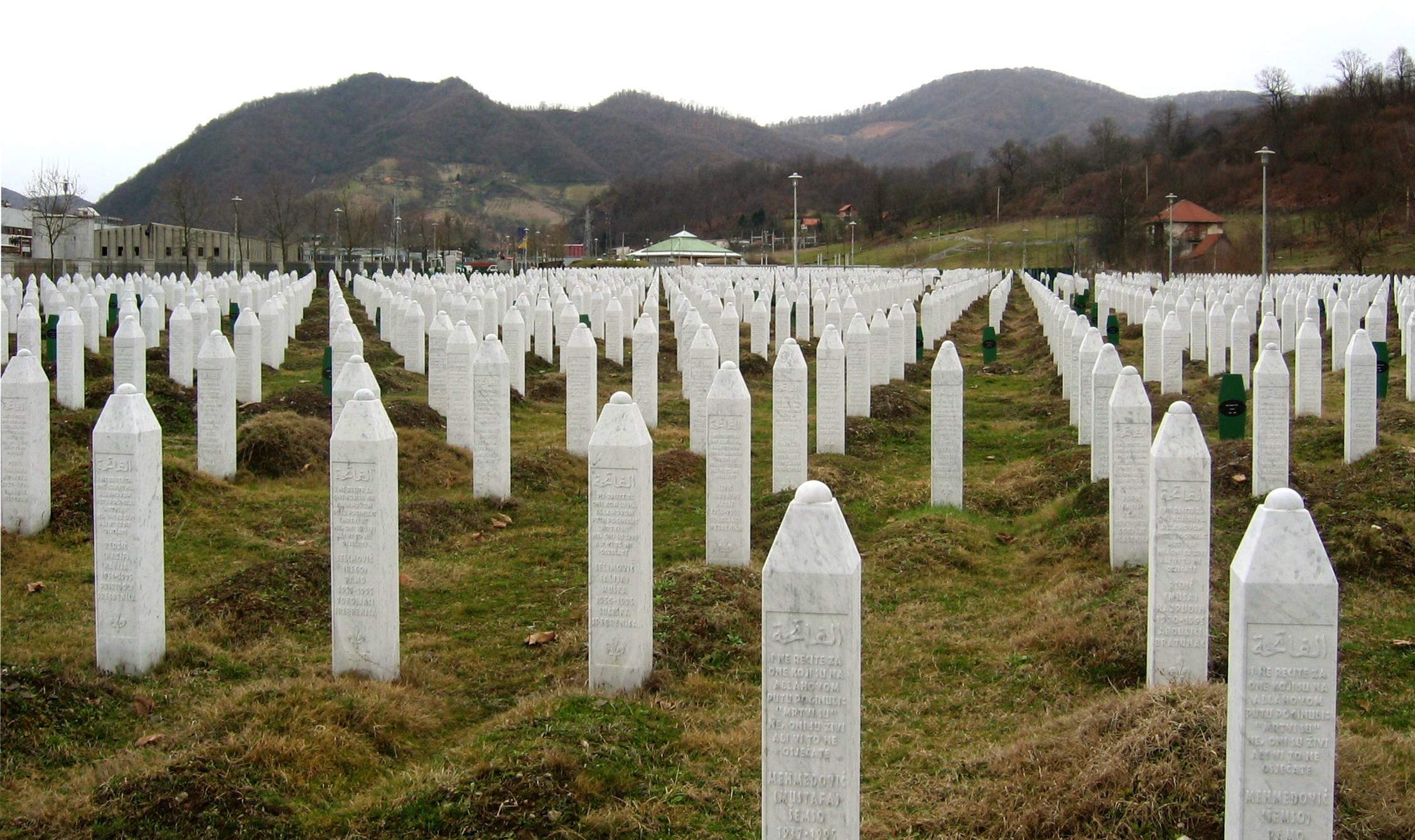
スレブレニツァ虐殺記念碑

デイトン合意によってボスニア・ヘルツェゴビナはボシュニャク人（ムスリム人）とクロアチア人主体のボスニア・ヘルツェゴビナ連邦と、セルビア人主体のスルプスカ共和国（セルビア人共和国）という2つの構成体から成る連合国家となった。民生面を上級代表事務所（OHR）、軍事面をNATO中心の多国籍部隊（平和安定化部隊、SFOR）が担当し、停戦の監視と和平の履行を進めた。また、紛争中の戦争犯罪者の逮捕と起訴、民族浄化によって移住を強いられた人々の帰還支援や民族間の和解に向けた取り組みが続けられているが、住民の強い抵抗によって帰還は遅々として進んでいない。選挙では民族主義政党が勝利し、民族間対立によって政治が行き詰まり、国外から派遣されるボスニア・ヘルツェゴビナ上級代表の強権発動によって政治的困難を打破せざるを得ない事態も度々起こっている。国政に対して3民族が事実上の拒否権を持ち、大統領が輪番制であることもあって、ボスニア・ヘルツェゴビナ上級代表が実質的な最高権力者となっている。
2004年6月のNATO首脳会合で、各国首脳はボスニアの治安改善を考慮しSFORの展開を2004年末で終了させることで合意した。2004年12月からはEUが編成した欧州連合部隊「アルテア」（EUFOR Althea）がボスニアの治安を維持する目的で展開している。アルテアは順次部隊を縮小しており、当初7,000名であった兵力は2008年時点で約2,200名となっている。
2013年10月1日から10月15日に掛けて、独立後初の国勢調査が行われることになった（質問項目は主に誕生日、生まれた場所、職業、学歴など）。過去に2001年と2011年にも実施しようとしたものの、民族間の対立に伴い実現しなかった。国勢調査の実施は今後のEU加盟や政策立案のために必要不可欠ではあるものの、民族構成によって政府の主要ポストや公務員の数を振り分けるなど国の根幹に関わるため、政治利用されるばかりか危うい民族バランスの均衡が崩れる可能性もはらんでいる。事実、この国勢調査を利用し、各勢力が自民族に有利に働くため、教会・モスクにいる聖職者を通じて働きかけと称した誘導を行うといった事態も見受けられた。また、各民族が働きかけた不正行為も明らかになった。一方で、民族の色分けや少数民族差別（主にユダヤ人やロマ）を嫌った人々によるコスモポリタニズムの胎動がどこまで進行しているのかもポイントになっていた。国勢調査の結果は11月10日まで行われる不正調査の報告と修正を経て、2014年1月に判明する予定とされ、非公式速報値では人口は370万人から380万人程度で、ボシャニク人54%、セルビア人32.5%、クロアチア人11.5%、その他2%となった。

## 政治

### 国家元首
デイトン合意以降、ボスニア・ヘルツェゴビナの政治は国連を主体とした国際的監視の下に置かれている。民族間の均衡を保つため、3つの主要民族から1名ずつ選ばれた代表者によって構成される大統領評議会による集団指導体制がとられている。大統領評議会の議長は8か月ごとに輪番で交代し、議長は事実上の国家元首となる。

### 国際的監督
ボスニア・ヘルツェゴビナには、デイトン合意に基いて、国際社会による監督機関として主要国の代表者からなる和平履行評議会（PIC）が設置され、同評議会の下に上級代表事務所（OHR）が置かれている（コソボにおける国際文民事務所（ICO）に相当）。
上級代表事務所の長は上級代表（HR）であり、デイトン合意を履行するに際して必要と認められるときは、直接立法権および拒否権、人事介入権（罷免権）を含む強力な内政介入権（通称「ボン・パワー」）を発動できるため、実質的に同国の最高指導者と見なされることもある。

### 議会
ボスニア・ヘルツェゴビナ、および同国のそれぞれの構成体ボスニア・ヘルツェゴビナ連邦およびスルプスカ共和国には、それぞれ独自の議会がおかれている。また、ボスニア・ヘルツェゴビナ連邦を構成する10の県にも、それぞれ独自の議会が設けられている。
中央政府の議会は上・下院からなる二院制であり、上院の定数は15（各民族5議席）、下院の定数は42（ボスニア・ヘルツェゴビナ連邦28議席、スルプスカ共和国14議席）と民族別、国別に分かれた複雑なものとなっている。

### 選挙
中央政府とボスニア連邦では、2000年に実施された国政選挙によって、紛争勃発後初めて社会民主党を中心とする非民族主義政権が誕生した。しかし、2002年10月の国政選挙では非民族主義政権が伸び悩み、大統領評議会員選挙では3名とも民族主義政党出身者が当選するなど、結果的に民族主義勢力が伸張した。主要政党は民族ごとに結成されており、それぞれが民族的利益を主張するため、国政運営上の障害となっている。こうした現状に対して、民族融和や腐敗追放を掲げる政党や政治家も登場している。首都サラエボからの大統領立候補をセルビア人に認めてこなかった選挙制度について、欧州人権裁判所が2020年12月に違法との判決を下している。

### NATOおよびEUへの加盟構想
ボスニア・ヘルツェゴビナは1992年5月22日に国際連合に加盟したが、その後の民族対立、内戦は悲惨であった。民族対立は完全に解消されたわけではないが、「欧州大西洋機構への統合」、即ち欧州連合（EU）および北大西洋条約機構（NATO）加盟が民族を超えた共通の目的であり、ボスニア政府はこの目標に向かって国際社会の支援を得ながら諸改革に取り組んでいる。
2000年12月、ボスニア・ヘルツェゴビナはユーゴスラビア連邦共和国との間で正式な外交関係を樹立した。また、警察改革や公共放送法の採択で進展があったため、EUは2005年11月7日に安定化・連合協定締結交渉の開始を承認した。なお、EU加盟は3民族の共通目標とされており、ボスニア・ヘルツェゴビナの国旗にもそれが現れている。
2016年2月、ボスニア・ヘルツェゴビナ政府はEUへの正式な加盟申請を行った。ベルギーのブリュッセルにおいて、ボスニア・ヘルツェゴビナのドラガン・チョヴィッチ大統領評議会（幹部会）議長が、EU議長国オランダのクーンデルス外相に対して、申請の文書を手渡した。
- ボスニア・ヘルツェゴビナの大統領評議会
- ボスニア・ヘルツェゴビナの政党

## 国際関係

### 日本との関係
駐日ボスニア・ヘルツェゴビナ大使館
- 住所：東京都港区南麻布五丁目3-29 ガーデニアビル2階・3階
- アクセス：東京メトロ日比谷線広尾駅3番出口

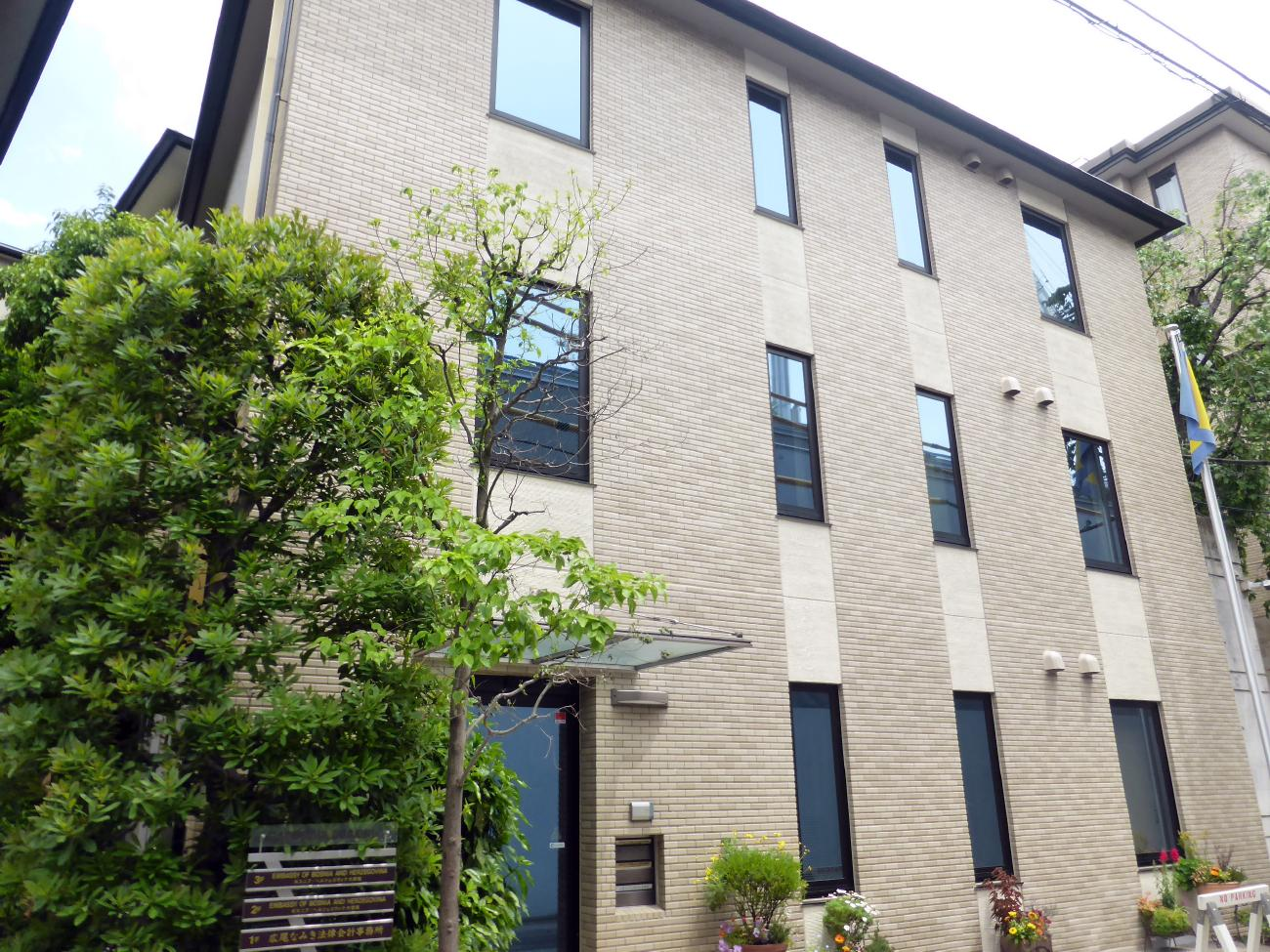
ボスニア・ヘルツェゴビナ大使館全景
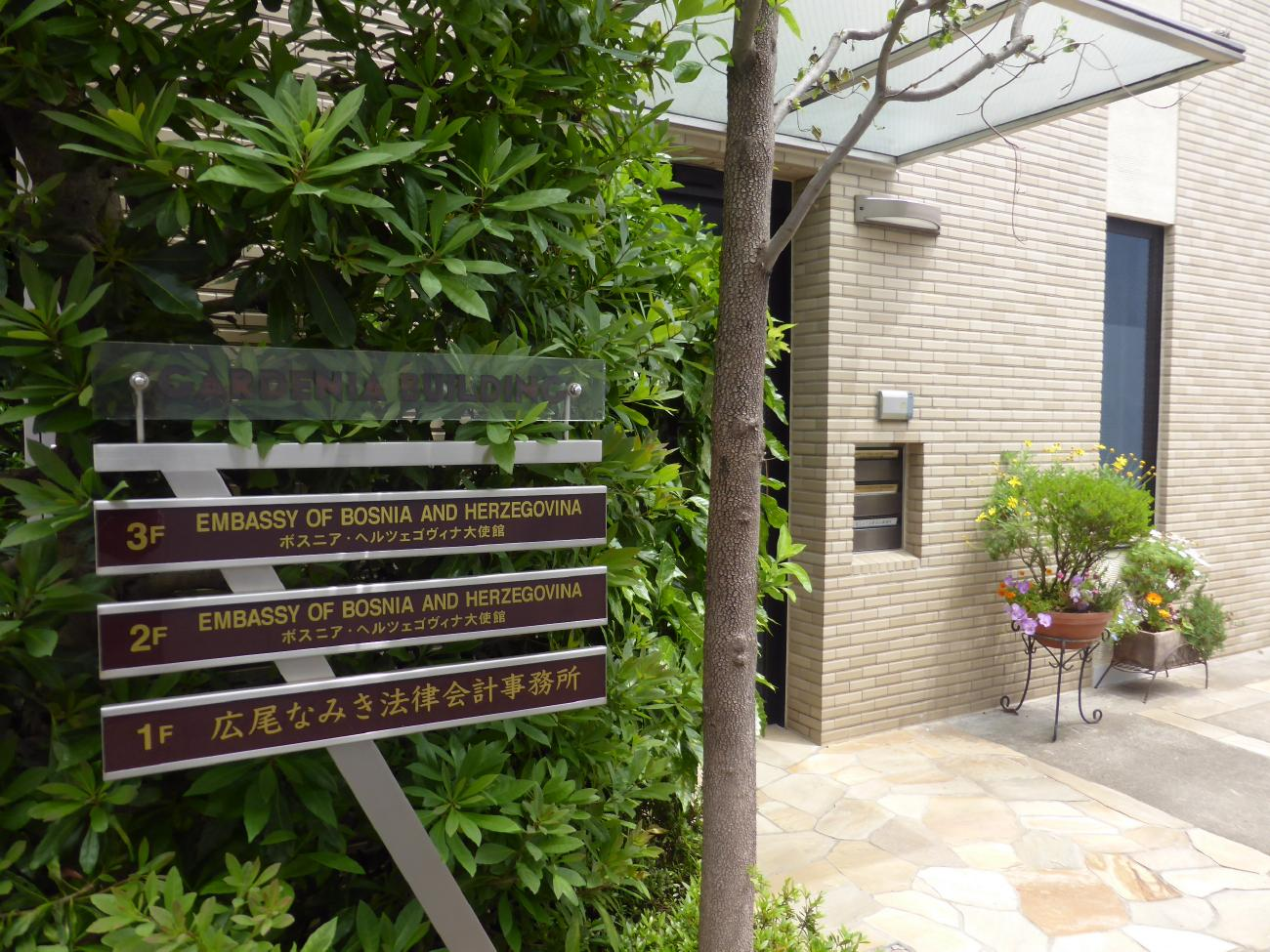
ボスニア・ヘルツェゴビナ大使館は2Fと3F

駐ボスニア・ヘルツェゴビナ日本大使館
- 住所：サラエボビストリック9番地

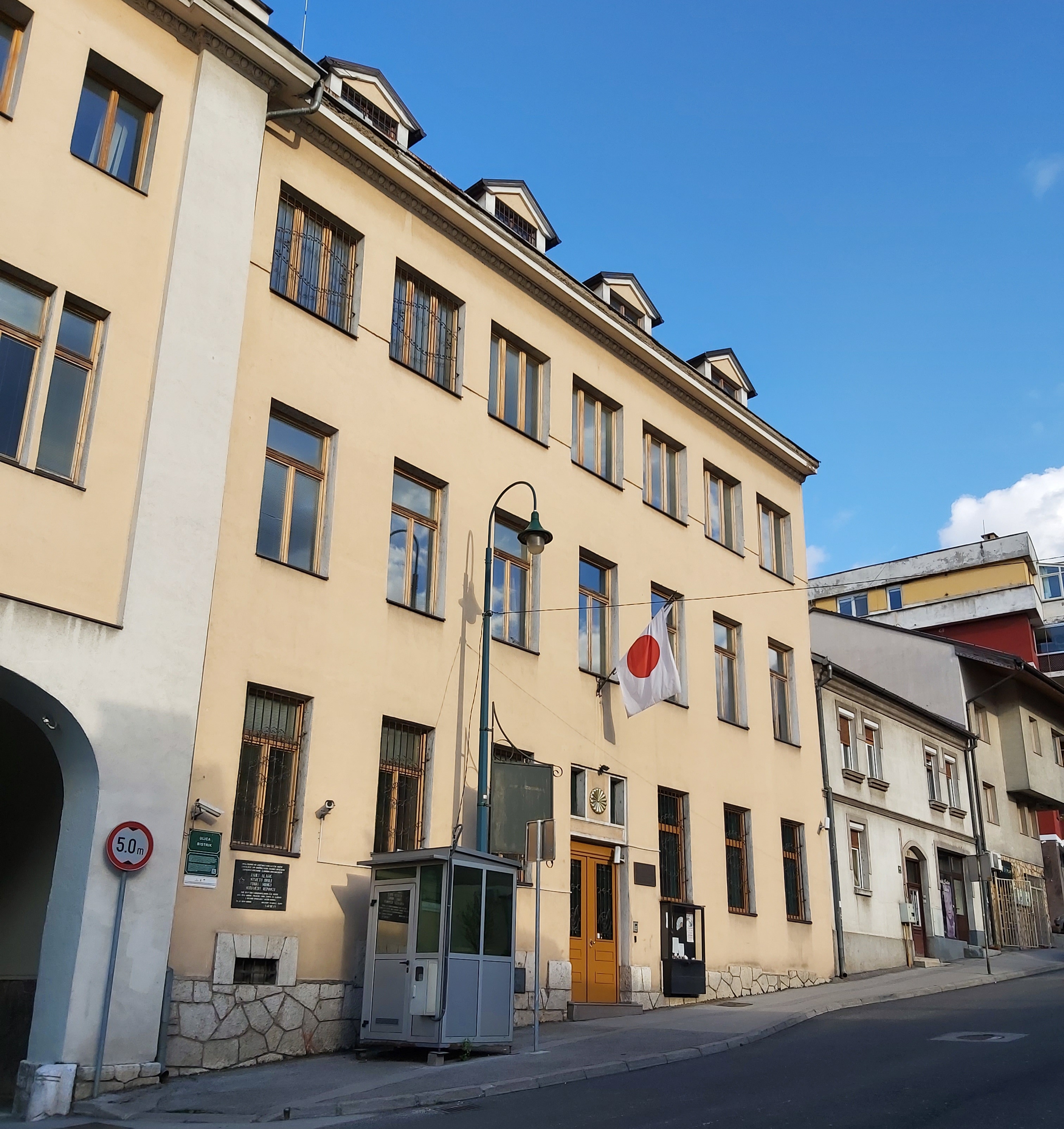
駐ボスニア・ヘルツェゴビナ日本大使館全景

## 軍事
同国軍は陸軍、空軍および防空軍の2軍種から成り立っている。軍事力は中央政府に統一されたが、連隊以下は民族別編成とされている。

## 地理

ボスニア・ヘルツェゴビナの地形

国土はおおよそ三角形をしている。歴史的に北中部はボスニア、南部はヘルツェゴビナと呼ばれてきた。
南部には海抜高度2,000mを超える山地が多い。アドリア海に沿ってディナル・アルプス（Dinaric Alps）が延びており、国土の南西部は石灰岩によるカルスト地形で乾燥している。南西のネウム付近では、アドリア海に面して20キロメートル程の海岸線を持っているが、ネウム周辺に大きな港はない。ボスニア・ヘルツェゴビナは、海に面した国としてはモナコに次いで世界で2番目に短い海岸線を持っている。
国土の南部、ヘルツェゴビナ地方をネレトヴァ川が貫き、クロアチア領を経てアドリア海へと注いでいる。また北部にはサヴァ川が流れ、クロアチアとの自然国境となっている。サヴァ川はその後セルビア領へと続き、ドナウ川に合流している。国土の北東にある、サヴァ川に面した町ブルチコは、ボスニア・ヘルツェゴビナの陸上交通とドナウ川の水上交通路を結ぶボスニア・ヘルツェゴビナ最大の港町である。サヴァ川の支流ボスナ川は、サラエボ近郊の山中から流れ出し、北に向けてゼニツァ、ドボイ、ボサンスキ・シャマツを経てサヴァ川に合流している。このほかにサヴァ川の支流としてウナ川やヴルバス川などがある。また、国土の東部にはドリナ川が流れ、セルビアとの国境となっている。
気候は、北部のボスニアはサヴァ川流域を中心に大陸性気候、南部のヘルツェゴビナはネレドバ川河口部が地中海性気候となっている。ボスニアは概して温暖であるが冬は非常に寒く、一方のヘルツェゴビナ（特に石灰岩地帯）は10月から1月の冬場にかけて雨が多く、夏が非常に暑い。

## 地方行政区分

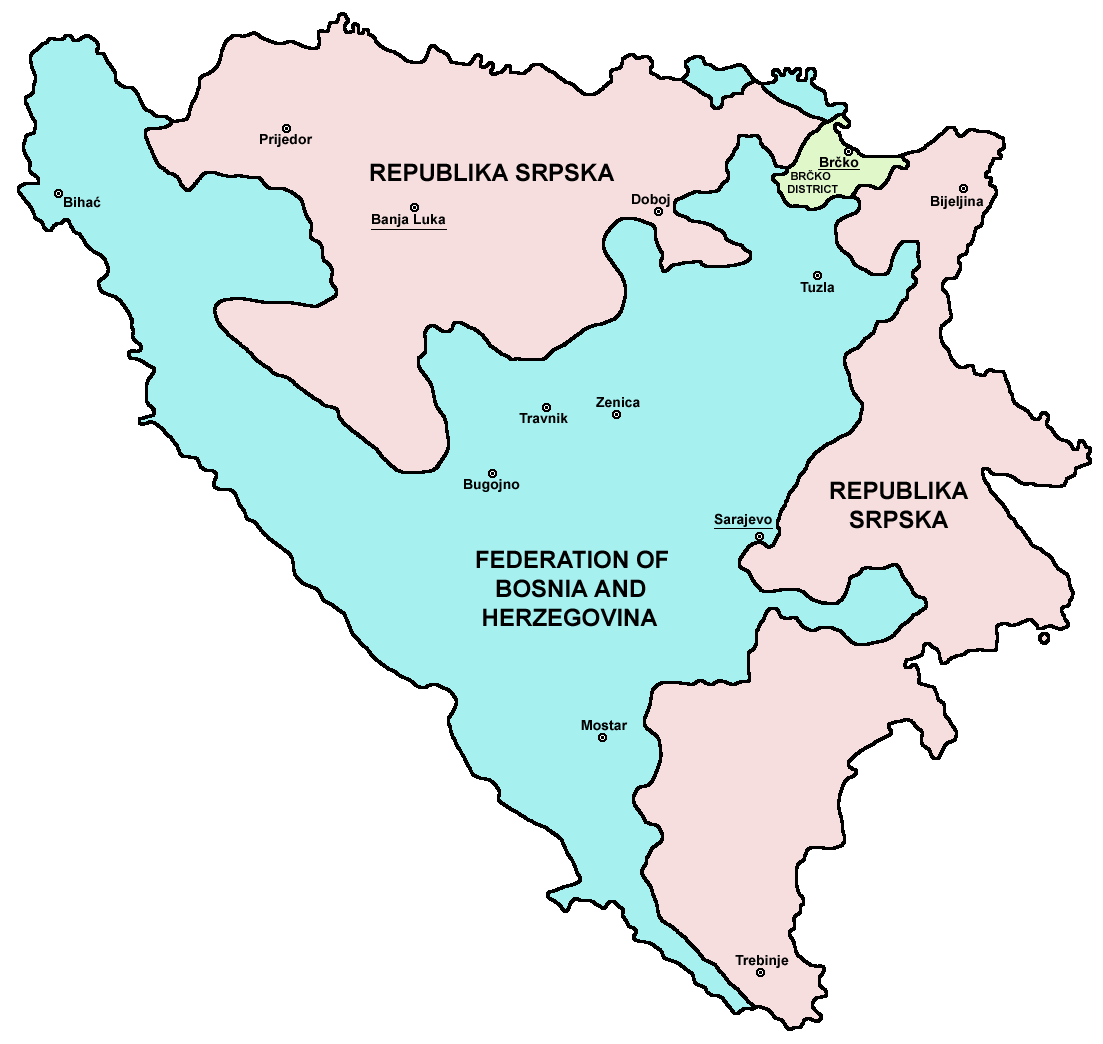
ボスニア・ヘルツェゴビナ連邦（青）、スルプスカ共和国（赤）とブルチコ行政区（緑）

1995年のデイトン合意の定めにより、クロアチア人およびボシュニャク人が主体のボスニア・ヘルツェゴビナ連邦と、セルビア人が主体のスルプスカ共和国という2つの構成体（Entitet）によって構成される。両者が権利を主張して合意に至らなかったブルチコについては、2000年の裁定によって独自の行政区「ブルチコ行政区」（Brčko distrikt）として、ボスニア・ヘルツェゴビナ中央政府の直轄地とされた。ブルチコは、憲法上はスルプスカ共和国とボスニア・ヘルツェゴビナ連邦の双方に属するとされているが、双方ともブルチコに対する実際の行政権は排除されており、事実上「第3の構成体」となっている。
ボスニア・ヘルツェゴビナ連邦は、以下の10の県から成っている。それぞれの県の下には、最小の自治体であるオプシュティナが置かれている。
1. ウナ＝サナ県（Unsko-sanski kanton）
2. ポサヴィナ県（Posavski kanton）
3. トゥズラ県（Tuzlanski kanton）
4. ゼニツァ＝ドボイ県（Zeničko-dobojski kanton）
5. ボスニア・ポドリニェ県（Bosansko-podrinjski kanton）
6. 中央ボスニア県（Kanton Srednja Bosna）
7. ヘルツェゴビナ・ネレトヴァ県（Hercegovačko-neretvanski kanton）
8. 西ヘルツェゴビナ県（Zapadno-hercegovački kanton）
9. サラエヴォ県（Kanton Sarajevo）
10. 第十県（Kanton 10）

一方、スルプスカ共和国には県に相当する自治体はない。
オプシュティナはボスニア・ヘルツェゴビナで最小の自治体の単位であり、日本の市町村やイタリアのコムーネ、ドイツのゲマインデなどにほぼ相当する。それぞれのオプシュティナは独自の議会と市長、閣僚を持っている。ボスニア・ヘルツェゴビナ連邦には79、スルプスカ共和国には62のオプシュティナがある。

### 主要都市

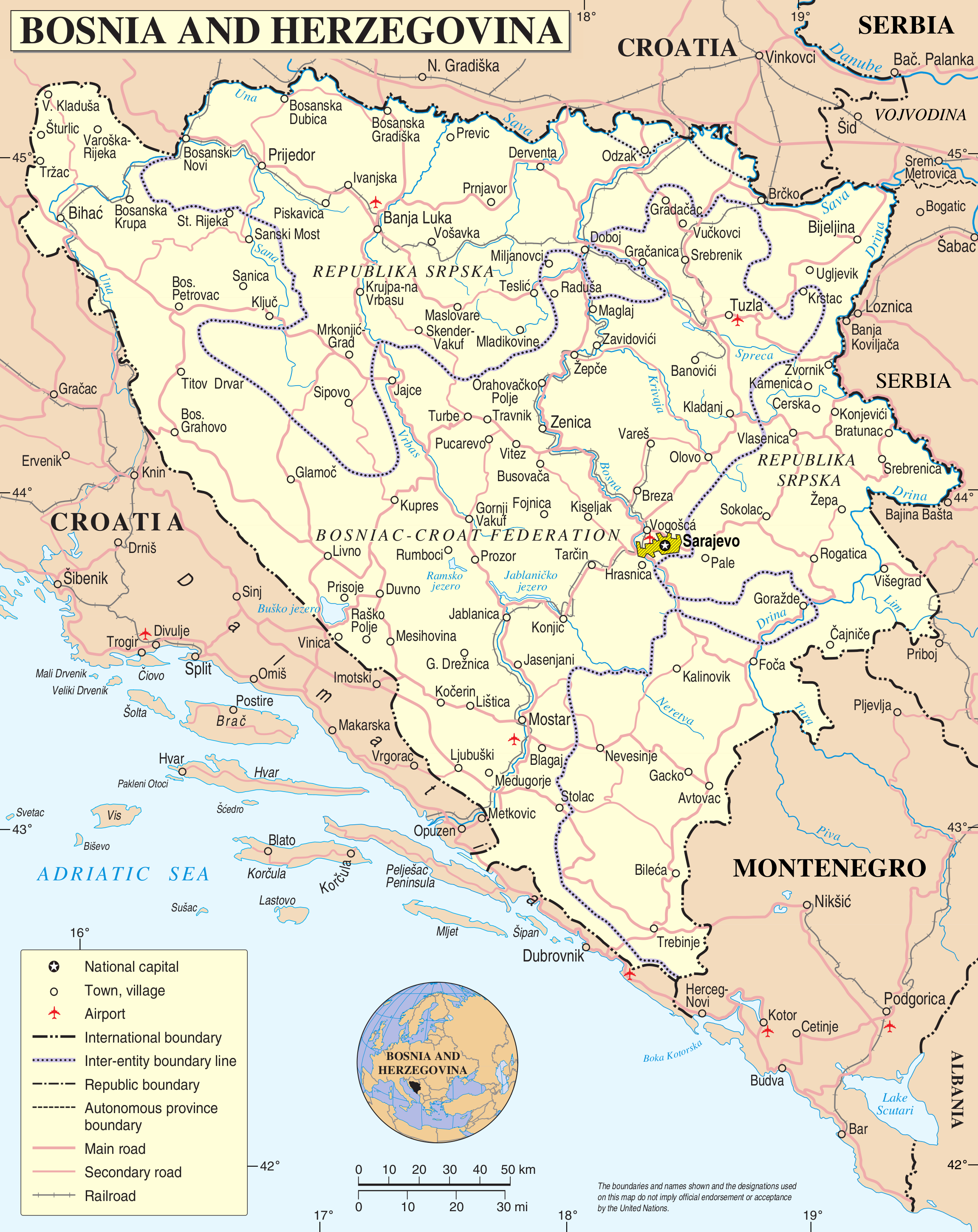
ボスニア・ヘルツェゴビナの地理

ボスニア・ヘルツェゴビナ連邦
- サラエヴォ
- トゥズラ
- ゼニツァ
- モスタル
- ビハチ
- トラヴニク
- キセリャク
- ドボイ
- ツァジン
- ブゴイノ
- ヴェリカ・クラドゥシャ
- ネウム

スルプスカ共和国
- バニャ・ルカ
- プリイェドル
- ビイェリナ
- ボサンスキ・ブロド
- トレビニェ

ブルチコ行政区
- ブルチコ

## 経済

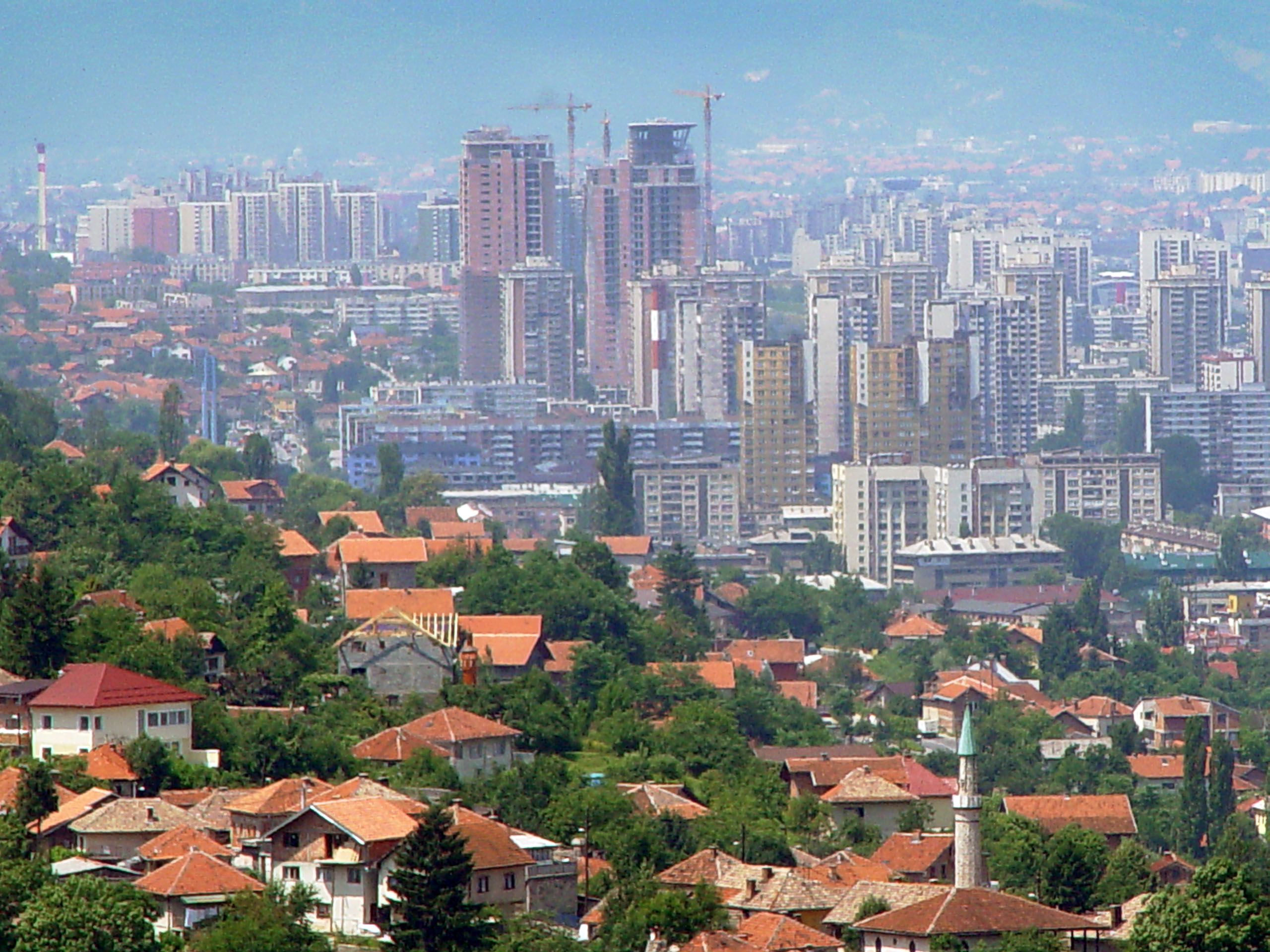
首都サラエヴォの街並み。

2013年の国内総生産（GDP）は約179億ドルであり、日本の鳥取県とほぼ同じ経済規模である。同年の一人当たりのGDPは4,620ドルである。経済的には、オスマン帝国の支配時代から農業に大きく依存する貧困な地域であり、ユーゴスラビアの成立後も、マケドニア共和国に次ぐ経済後進国であった。穀物栽培に適当な土壌が多いことから、かつては豆、タバコ、ザクロ、ブドウ、オリーブ、イチジク、メロンなどの農作物が栽培され、主要な羊の飼育地でもあった。しかし、紛争によって農耕地の多くが破壊され、紛争終結後も利用できない土地が少なくない。
現在の主要産業は林業、鉱業、繊維業などである。林業では松、カヤ、ブナなどが産出される。鉱業ではボスニアで大理石や建築用の石材、及び鉄・石炭・銅・マンガン・鉛・水銀など多様な鉱物が、ヘルツェゴビナではアスファルト・褐炭がそれぞれ生産される。しかし、失業率は48%（2006年時点）とヨーロッパの中でもトップクラスであり、特に若年層の失業とインフォーマル経済による景気低迷が課題である。
民間部門が弱いため、公共事業への依存度が高く、その公共事業の受注や選挙戦などに関連する汚職が深刻である。このため、若者を中心にEU諸国へ移住する人も多く、累計50万人にも達する。
ボスニア・ヘルツェゴビナの通貨は1998年1月に導入された兌換マルクである。それ以前（ボスニア・ヘルツェゴビナ紛争時）は、ボシュニャク人支配地域ではボスニア・ヘルツェゴビナ・ディナール、セルビア人支配地域ではユーゴスラビア・ディナール、クロアチア人支配地域ではクロアチア・ディナールやクーナがそれぞれ混在して流通する状況にあった。

## 交通
ボスニア・ヘルツェゴビナには5つの国際道路と20の国道が存在している。ボスニア・ヘルツェゴビナのバス路線はヨーロッパエリアの多くの国のバス路線へ接続されている。
河川港がサヴァ川に設けられており、現在も航行可能となっているものの利用制限がかかっている。空港は25か所存在する。

## 国民

### 民族
| 民族構成（ボスニア・ヘルツェゴビナ） | 民族構成（ボスニア・ヘルツェゴビナ） | 民族構成（ボスニア・ヘルツェゴビナ） | 民族構成（ボスニア・ヘルツェゴビナ） | 民族構成（ボスニア・ヘルツェゴビナ） |
| ------------------------------------ | ------------------------------------ | ------------------------------------ | ------------------------------------ | ------------------------------------ |
|                                      |                                      |                                      |                                      |                                      |
| ボシュニャク人                       | ボシュニャク人                       |                                      | 48%                                  | 48%                                  |
| セルビア人                           | セルビア人                           |                                      | 37%                                  | 37%                                  |
| クロアチア人                         | クロアチア人                         |                                      | 14%                                  | 14%                                  |
| ロマ他                               | ロマ他                               |                                      | 1%                                   | 1%                                   |

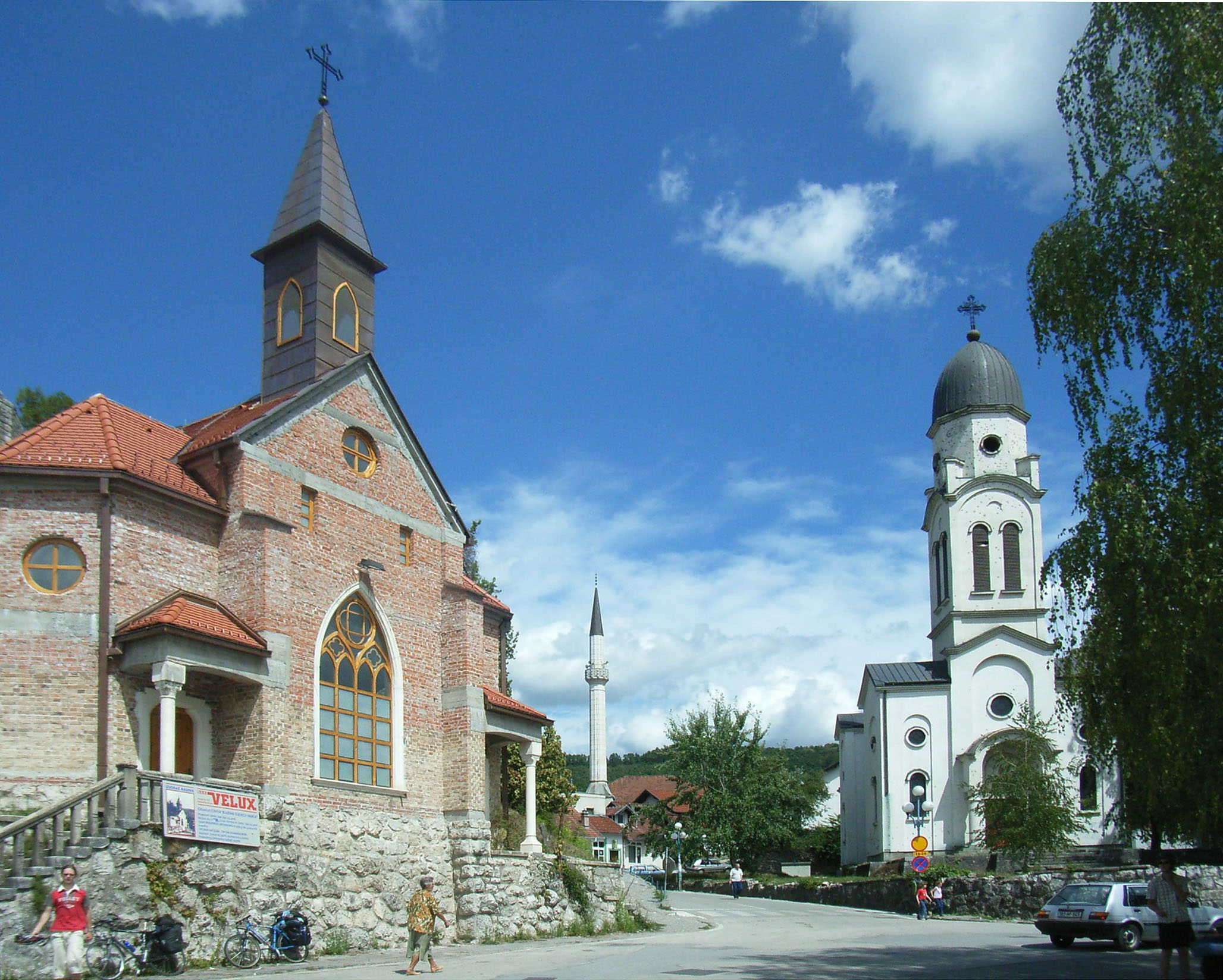
ローマ・カトリックとイスラム、セルビア正教会が混在する街並み（ボサンスカ・クルパ）

住民はボシュニャク人が48%、クロアチア人が14%、セルビア人が37%などである。それぞれの民族の差異は主に宗教と歴史的経緯によるものであって、それ以外の言語・文化の面では3つの民族に大きな違いはない。それ以外の少数民族としては、ロマなどが住んでいる。
元々この地域には、ボシュニャク人、セルビア人、クロアチア人が概ね拮抗する割合で暮していた。そのため、ユーゴスラビアが連邦制を実施する際、他の5つの共和国は主要民族に基づいて樹立されたのに対し、ボスニア・ヘルツェゴビナは地域を基礎として樹立された。

### 言語
言語は、公用語がボスニア語、クロアチア語、セルビア語である。それぞれボシュニャク人、クロアチア人、セルビア人の言語とされるが、これらの言語は19世紀から20世紀末にかけてセルビア・クロアチア語と呼ばれ、同一視されていた。多民族が混住するボスニア・ヘルツェゴビナでは、実際には、民族ごとに言語が異なることはなく、住民は民族の別にかかわらず地域ごとの方言を話している。自らの話す言語に対する呼称の違いは、ほとんどの場合話者の民族自認に基づいている。セルビア語とボスニア語はキリル文字とラテン文字、クロアチア語はラテン文字を用いる。

### 宗教
ボシュニャク人の多くはイスラム教、クロアチア人の多くはキリスト教（カトリック教会）、セルビア人の多くはキリスト教（セルビア正教会）である。
メジュゴリエでは聖母の出現があったと主張されているが、バチカンはこれを公認しておらず、メジュゴリエの教会もカトリック教会に属するものではない。

## 治安
ボスニア・ヘルツェゴビナでは、紛争終結から25年が経過し、国際社会の支援などもあり、平和の定着と紛争で破壊された経済・社会インフラの回復が進んでいる。
それに伴い政治情勢も安定してきてはいるものの、同国内には未だに紛争時に使用された武器が数多く出回っており、これらを使用した強盗事件や発砲事件ならび爆弾事件が散発的に発生している。2018年10月には、サラエボ市内の駐車場において銃器を所持した自動車の窃盗グループが取締りの警察官2名を射殺する事件が発生。さらにはテロの脅威も国内に存在しているため、滞在時にはこうした危険についても注意が必要とされる。
サラエボ市など主要都市の治安は比較的良好に保たれており、犯罪発生件数は2015年と比較して2019年には全体で41％減少している。その内訳として窃盗および強盗事案は減少しているものの、薬物関連犯罪が増加した。また、ここ数年では路面電車（トラム）やバスの中でのスリ被害や市内観光中にリュックサックの中に入れていたパスポートや現金を盗まれる被害が散見されている。加えて武器を用いた強盗事件などの凶悪犯罪も発生しており、地元民のほか、一見して地元民とは異なると分かる中東・アフリカ方面からの不法移民により、日本人が銃器やナイフで脅されて金銭を奪われる事件も発生しているため、滞在中は十分注意を払う必要があり常に警戒を求められる。

## 文化
ボスニア・ヘルツェゴビナは比較的小さな国であるが、オスマン帝国やオーストリア＝ハンガリー帝国などの大国の一部になったことや複数の民族が混住してきた歴史から、豊富で多大な文化を持っている。

### 文学
ボスニア・ヘルツェゴビナの多様性は文学にも反映されており、歴史的にはボスニア語やセルビア・クロアチア語、トルコ語、アラビア語、ペルシア語が使われ、文字はキリル文字、アラビア文字、ラテン文字で執筆されてきた。トラヴニク出身のイヴォ・アンドリッチは1961年にノーベル文学賞を受賞し、ユーゴスラビア時代を象徴する作家となった。

### 世界遺産

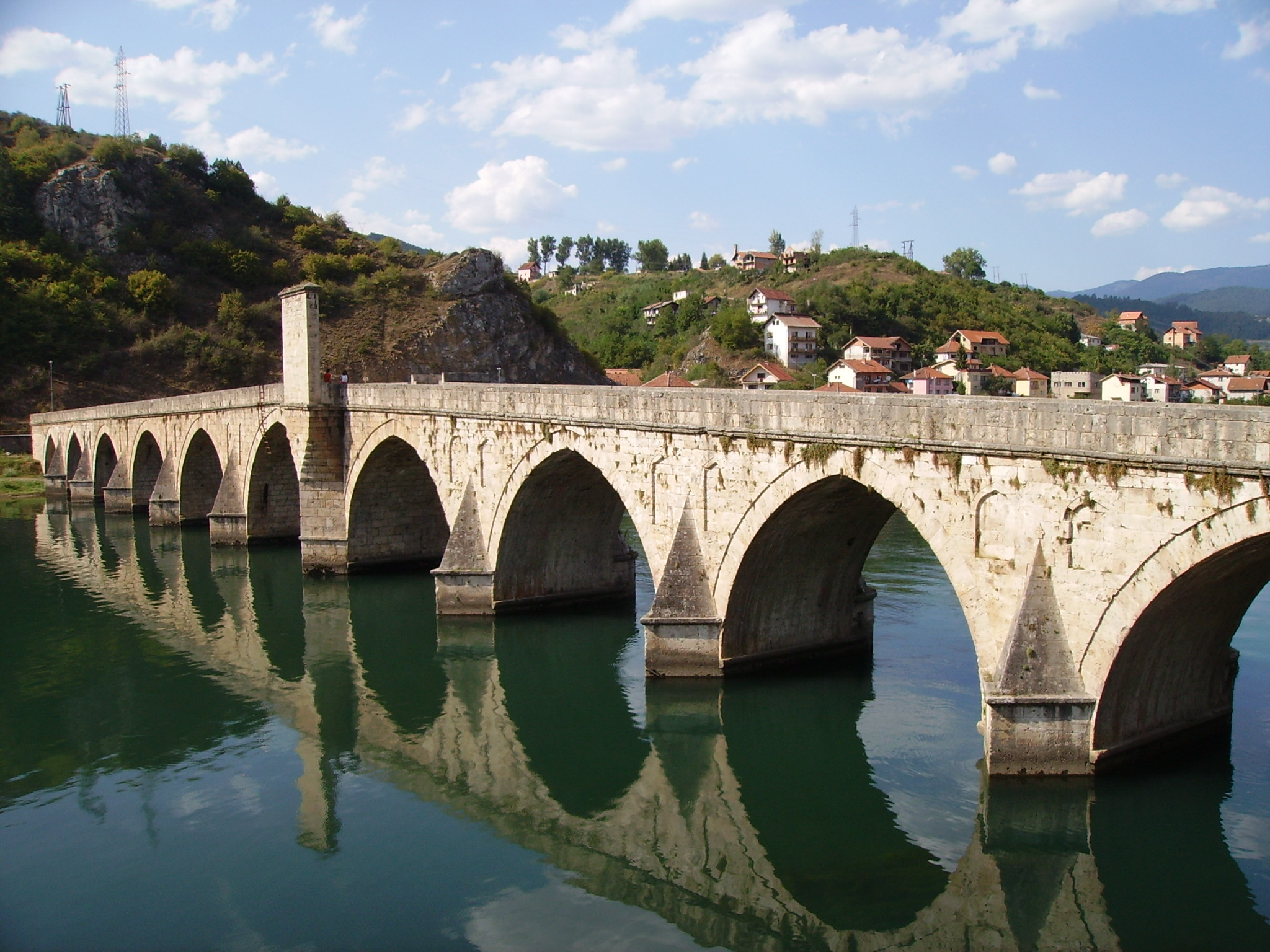
ソコルル・メフメト・パシャ橋。

ボスニア・ヘルツェゴビナ2つの世界遺産が登録されている。モスタルにあるスタリ・モスト（古い橋）の周辺と、ヴィシェグラードのソコルル・メフメト・パシャ橋で、ともにボスニア・ヘルツェゴビナの代表的なオスマン建築である。

#### ギャラリー

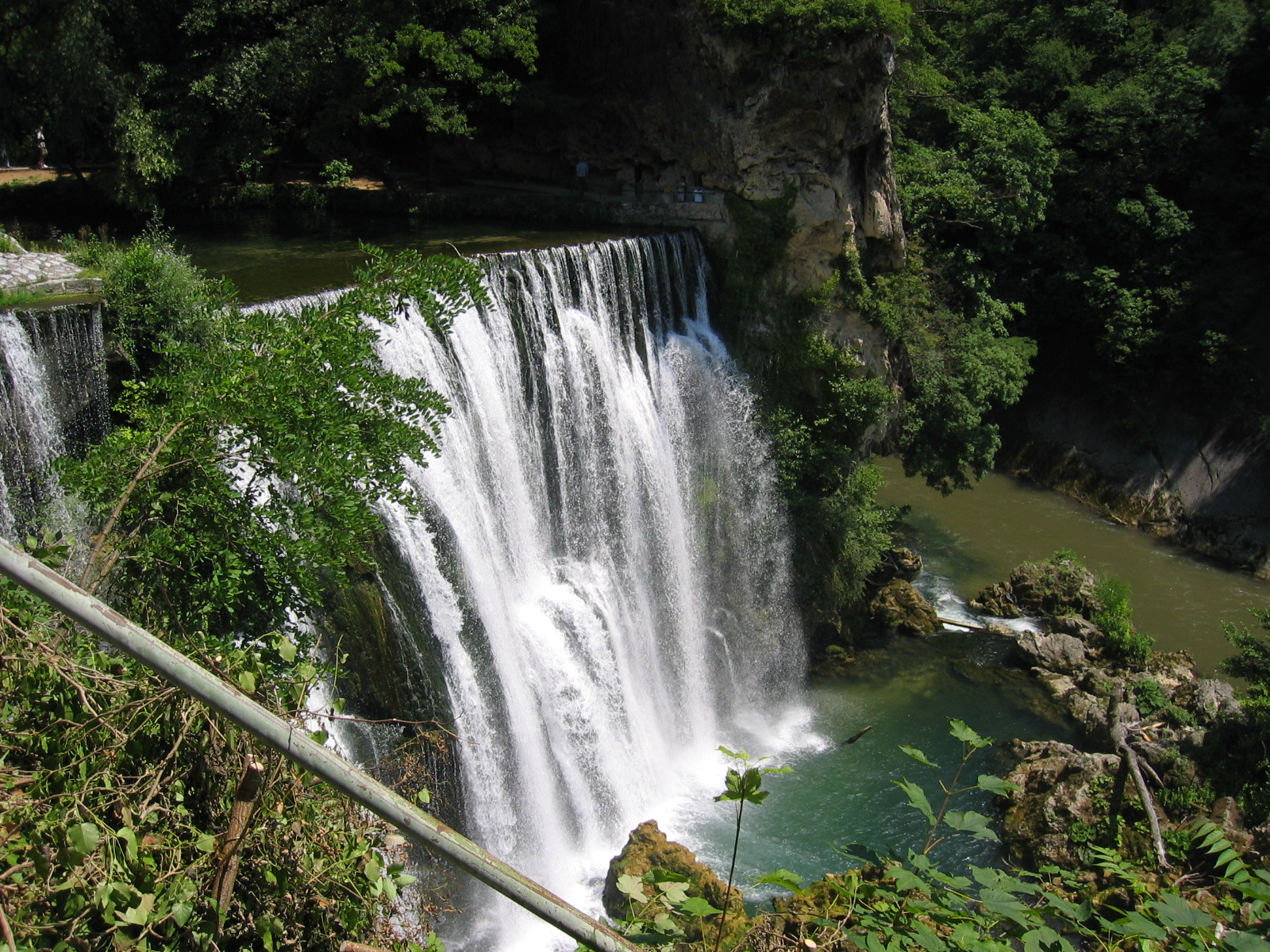
ヤイツェの滝
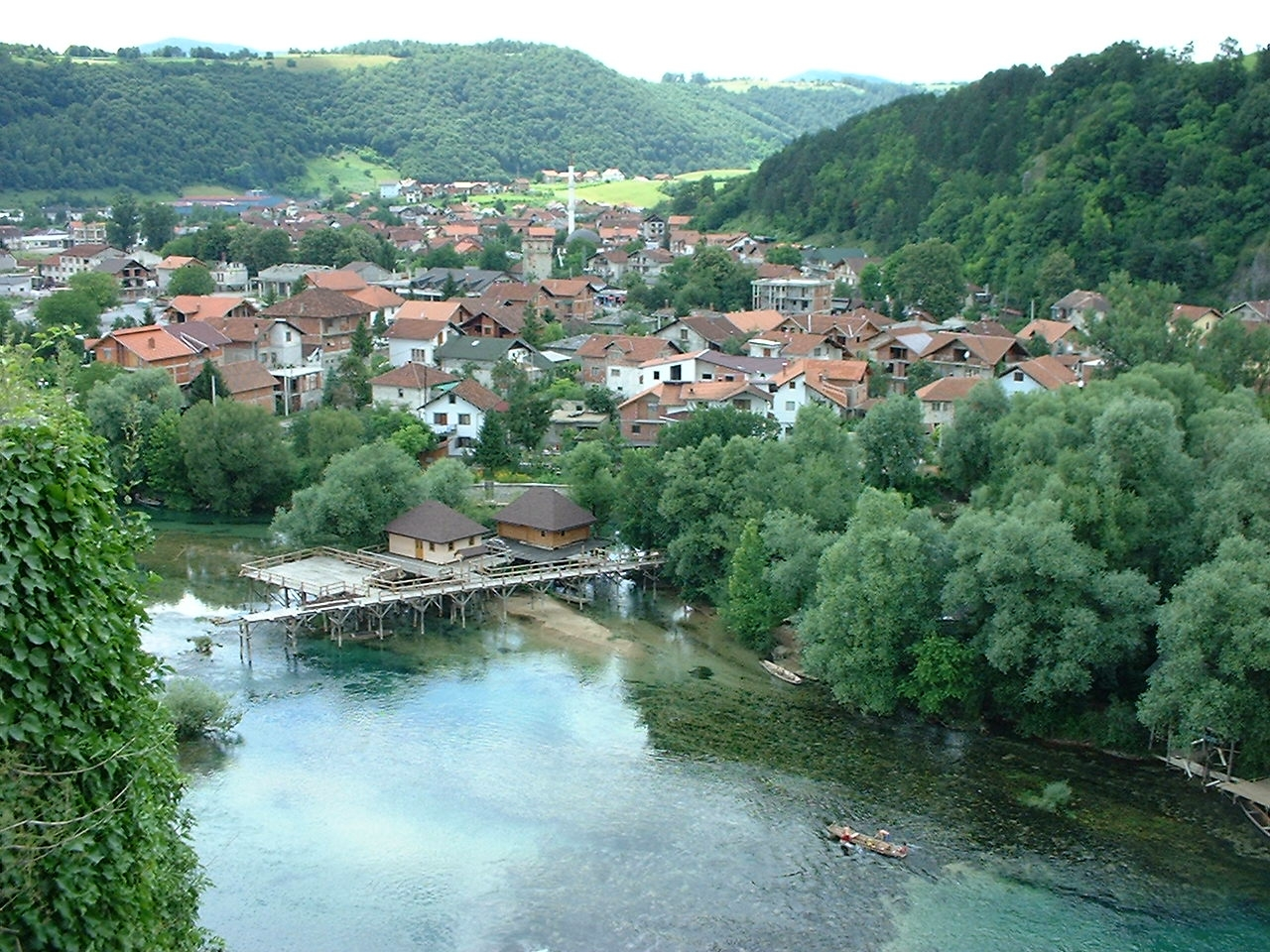
ウナ川とボサンスカ・クルパ
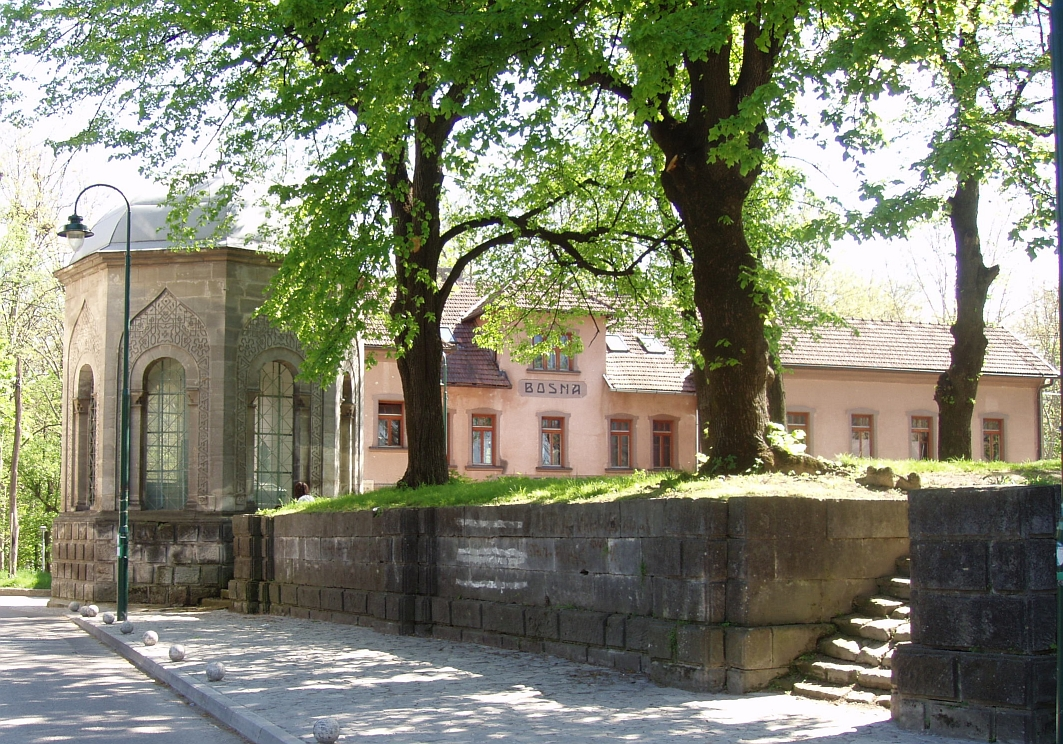
ビハチ
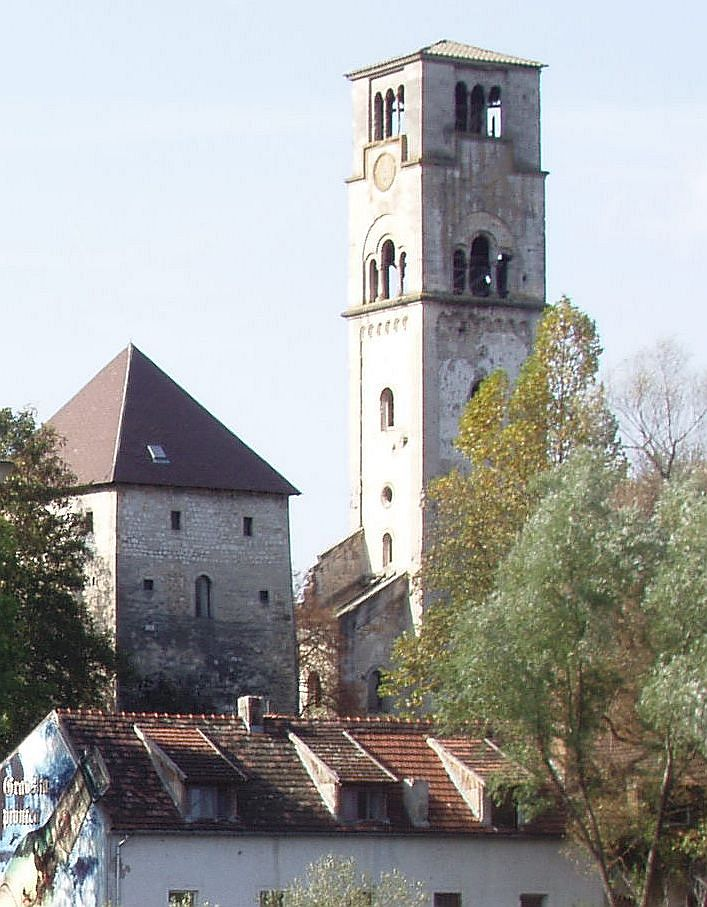
ビハチ
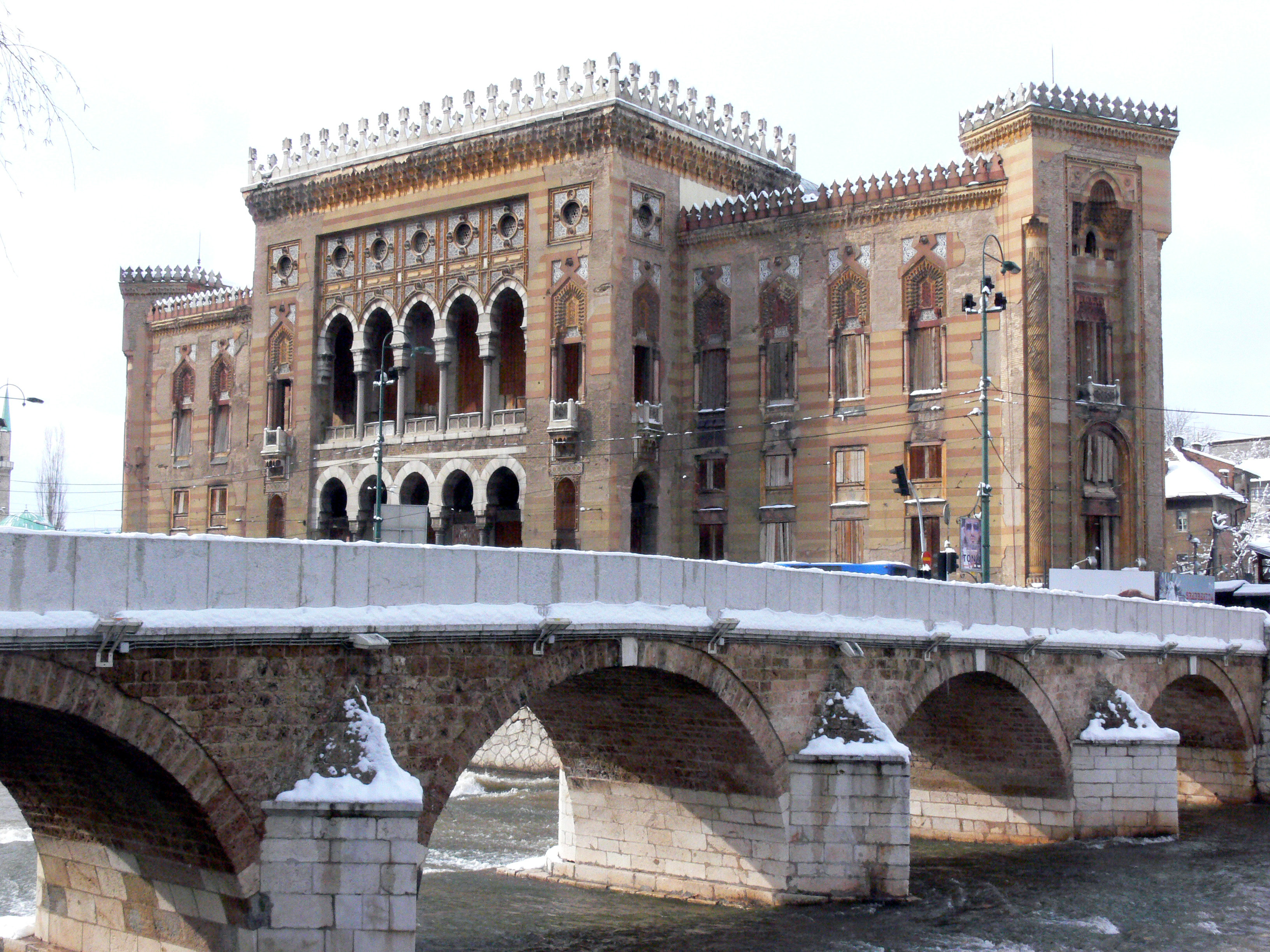
サラエヴォ国立図書館
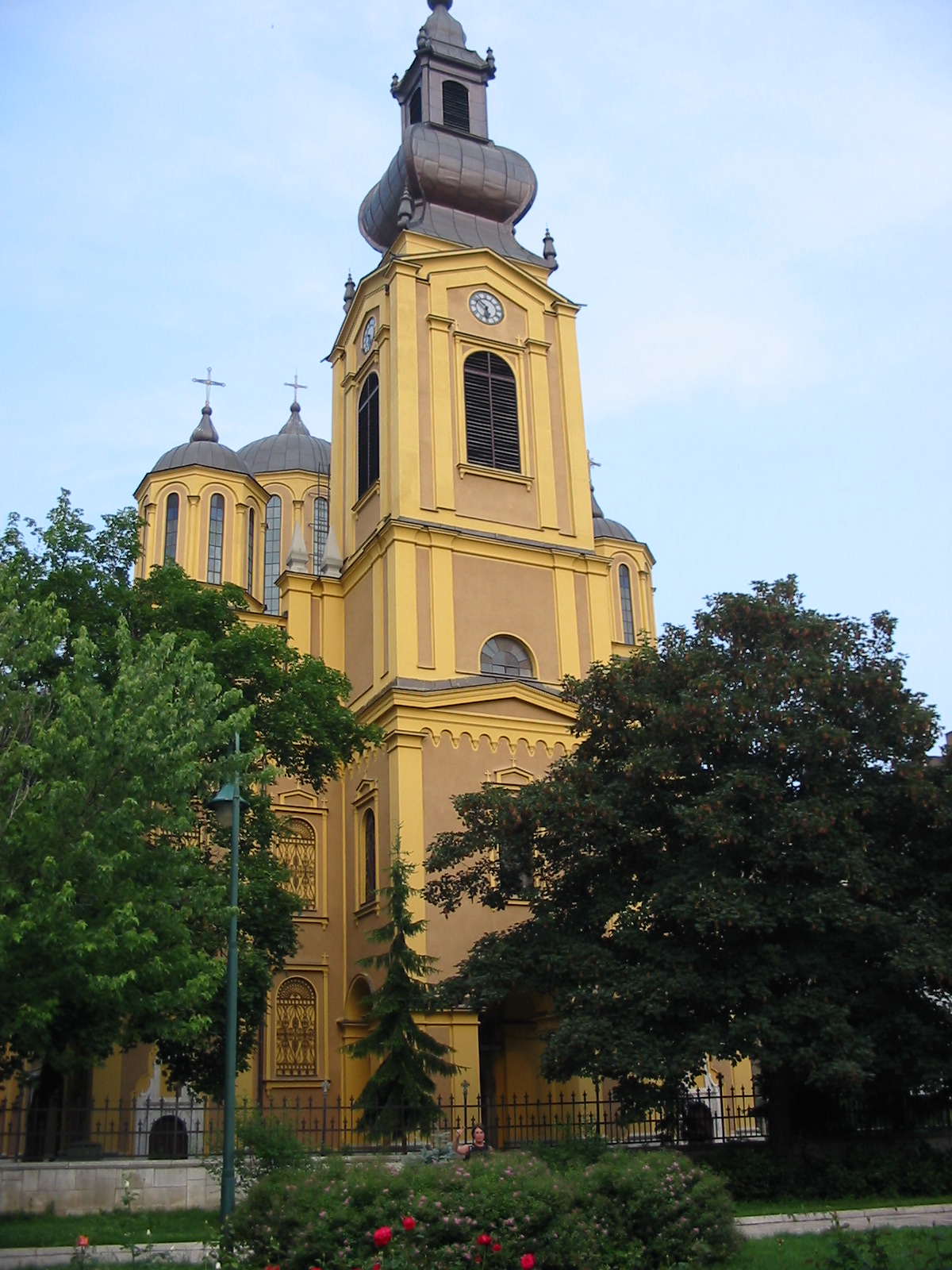
サラエヴォの生神女誕生大聖堂。セルビア正教会の大聖堂。
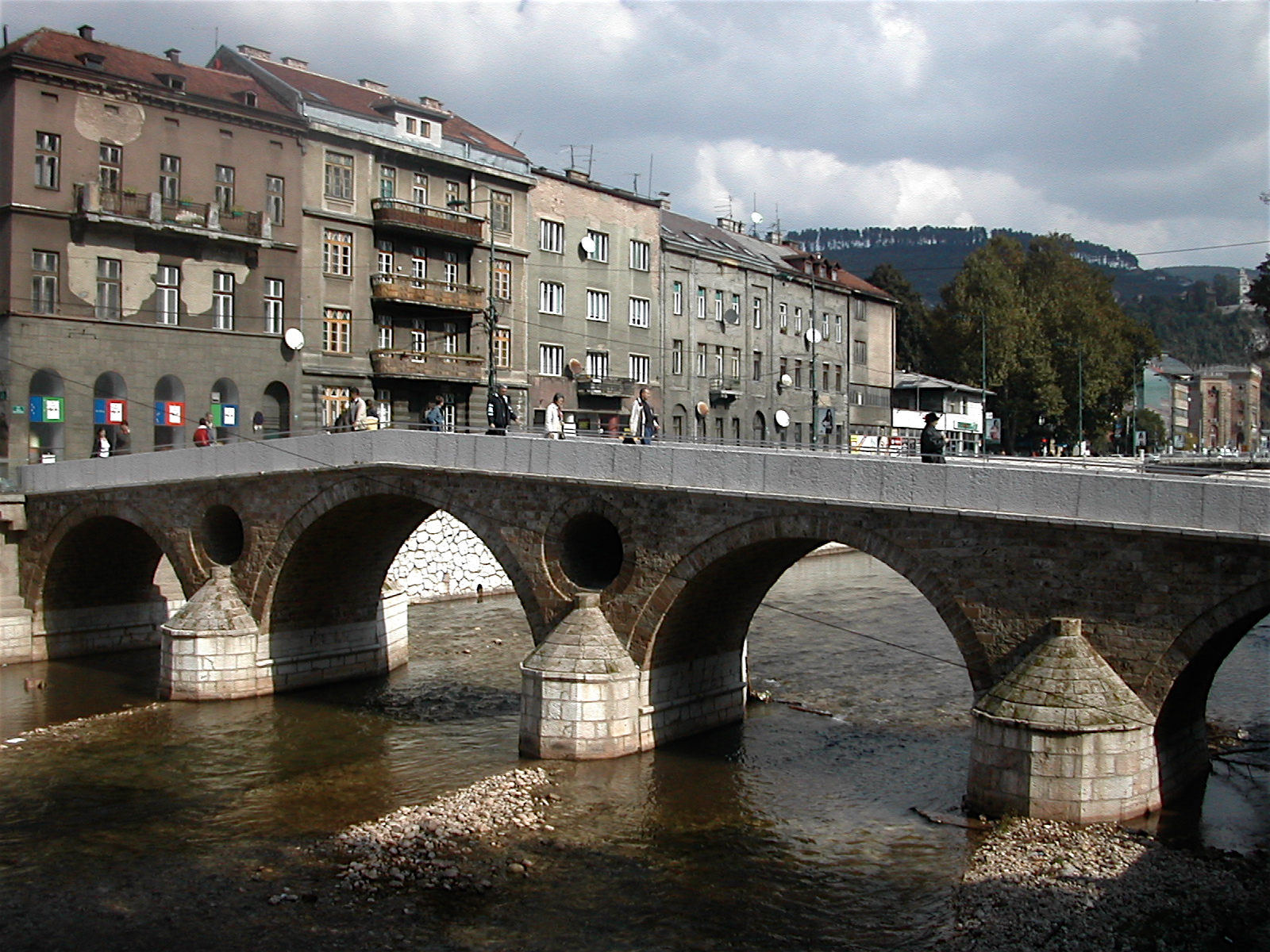
サラエヴォのラテン橋（サラエボ事件が起こった場所）
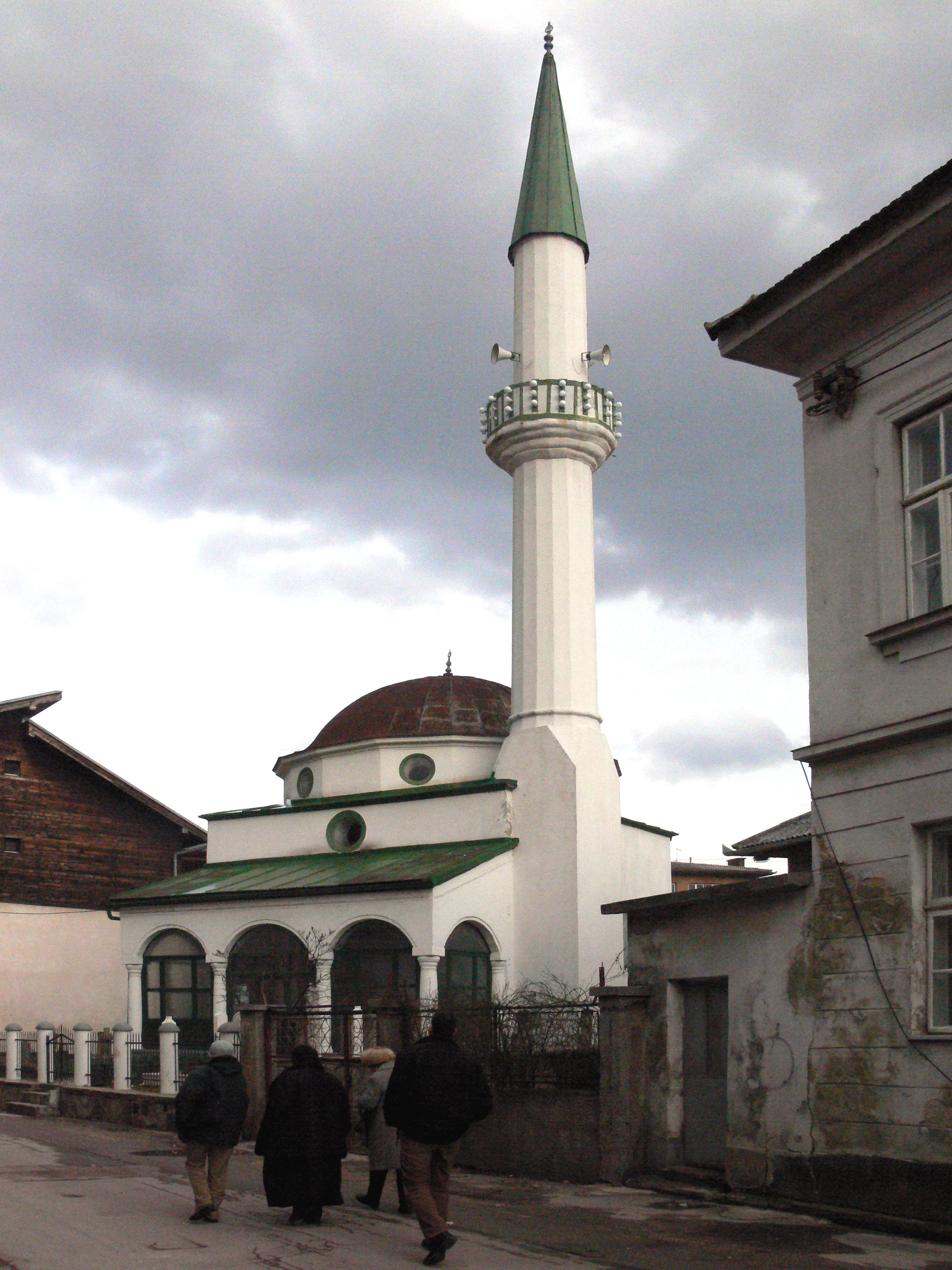
トラヴニクのモスク
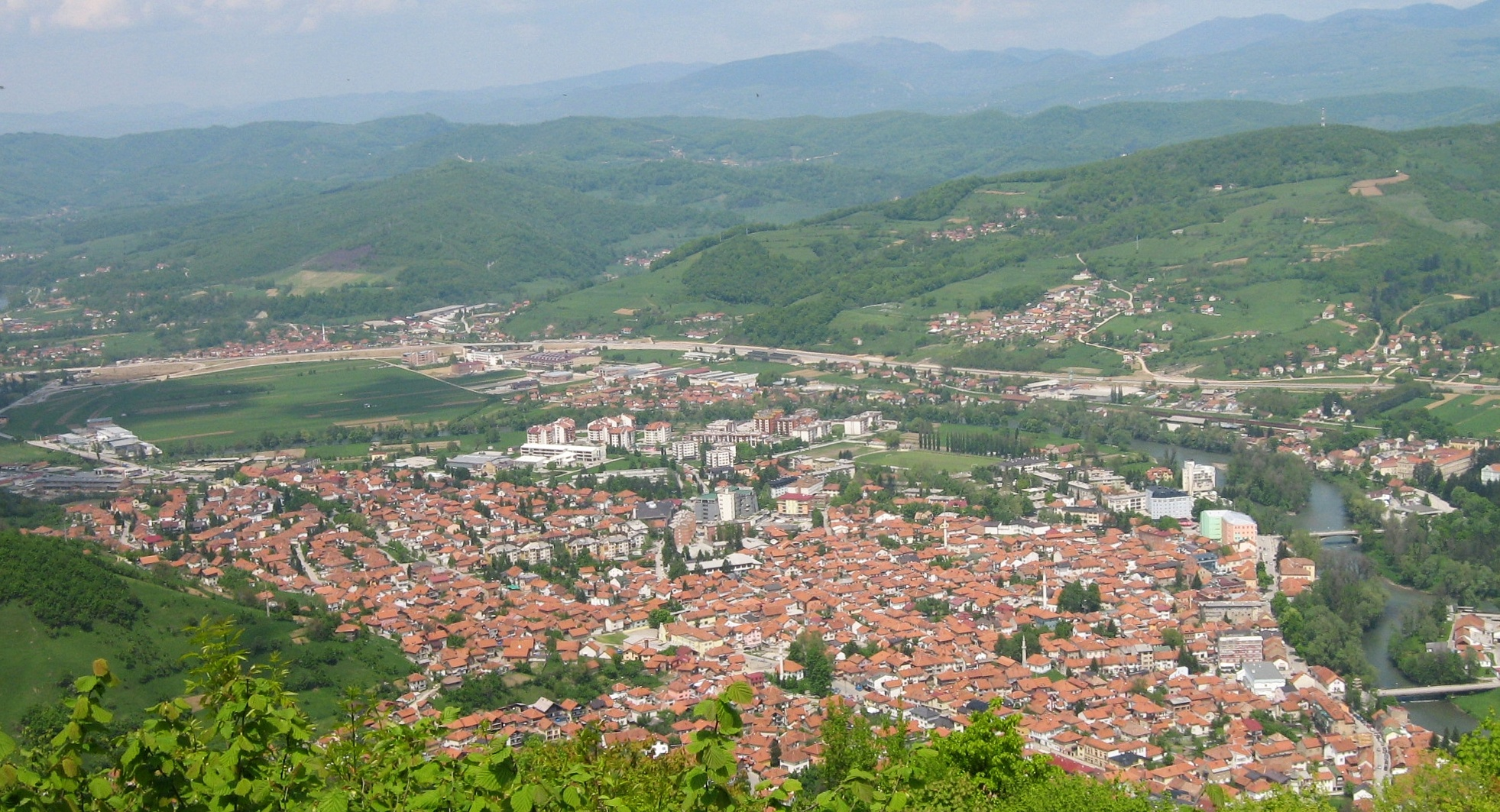
ヴィソコ
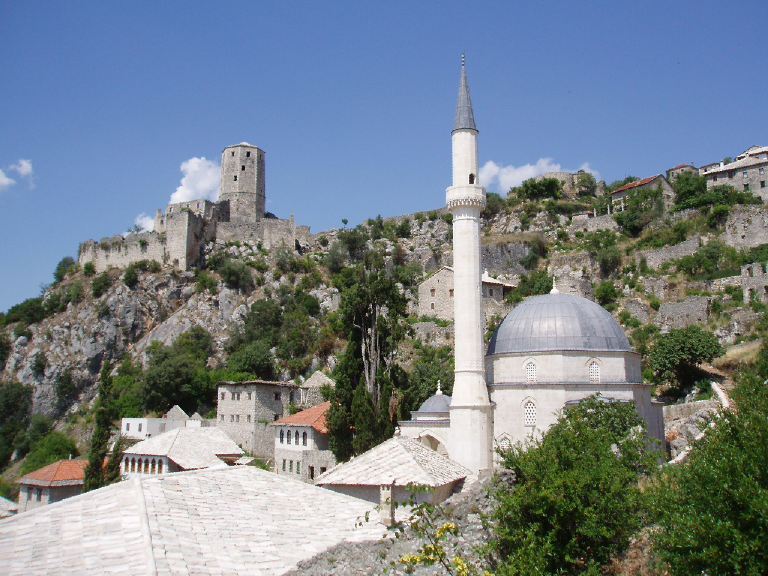
チャプリナ自治体にある古いムスリムの町ポチテリ
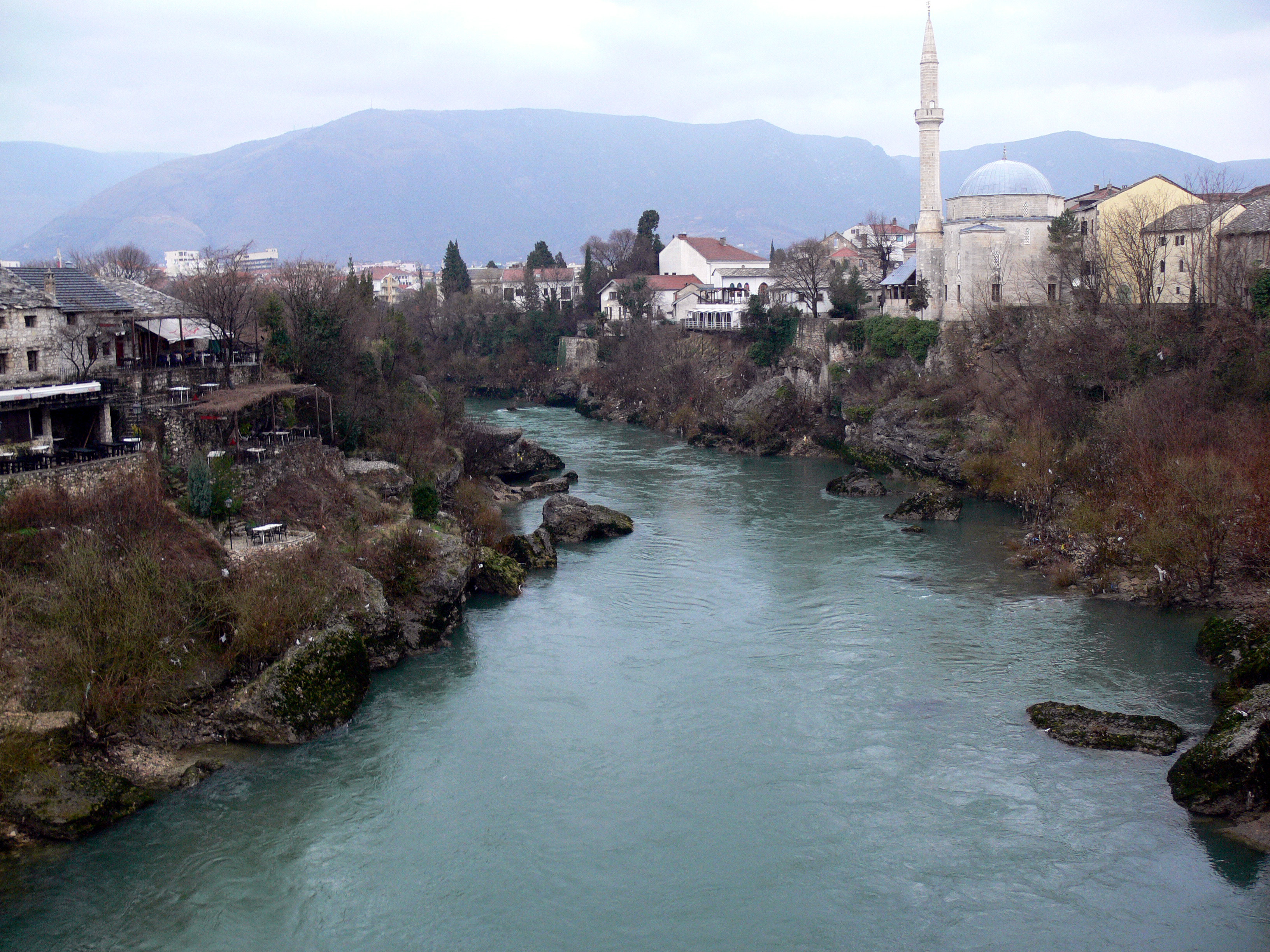
ネレトヴァ川
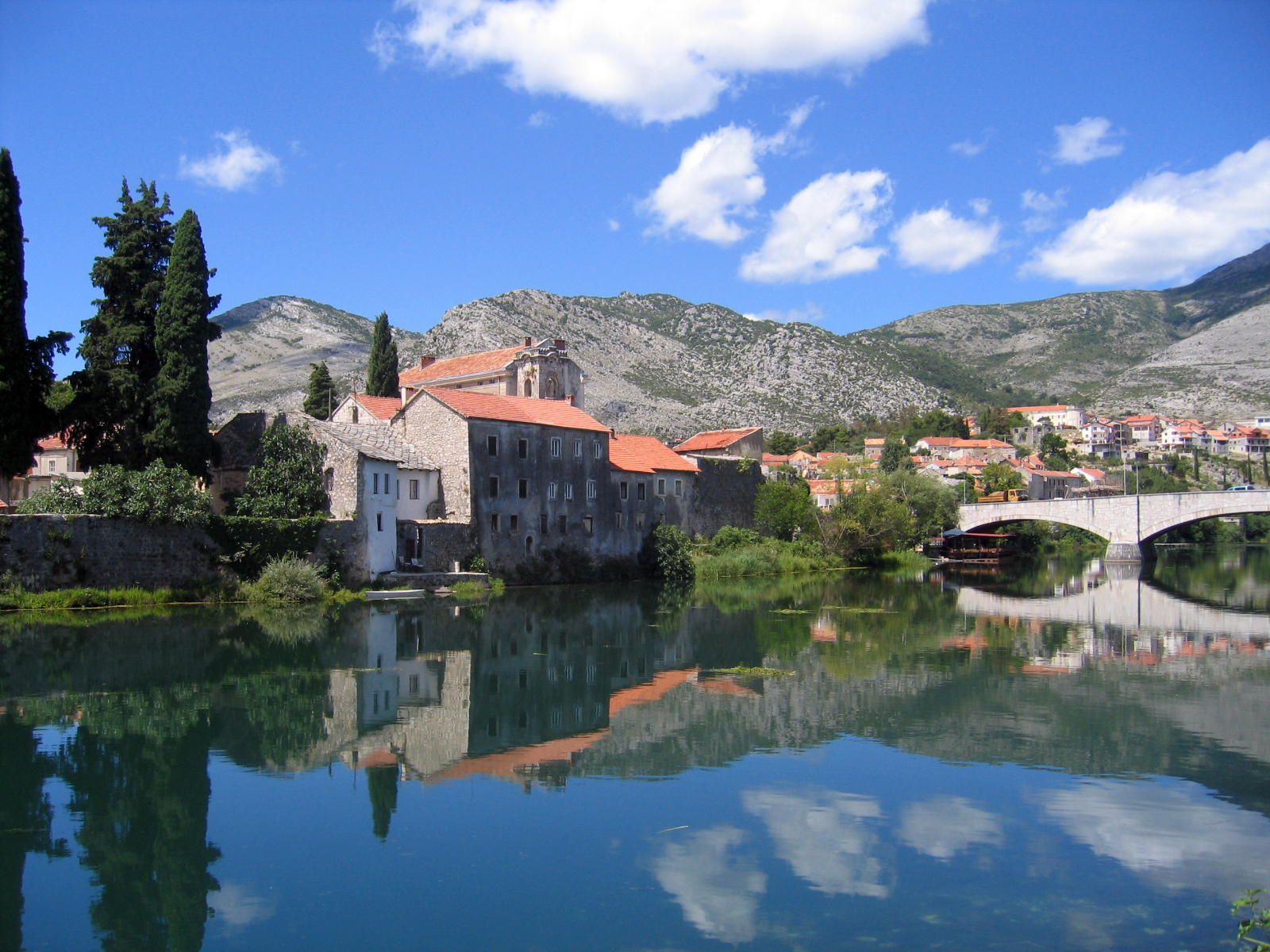
南東部トレビニェ

### 祝祭日
ボスニア・ヘルツェゴビナでは、各民族間での合意ができていないため、統一的な祝日に関する法律が存在しない。全てのエンティティで祝日となるのは元日（1月1日、2日）と、メーデー（5月1日、2日）のみである。
2つの構成体とブルチコ行政区でそれぞれ祝日が定められているほか、クロアチア人が多数を占める西ヘルツェゴビナ県でも独自に祝日が制定されている。スルプスカ共和国では、共和国の祝日と宗教的祝日、および休暇を伴わない記念日を区別しているが、ボスニア・ヘルツェゴビナ連邦では宗教的祝日を定めていない。宗教的祝日は、正教、カトリック、イスラム教それぞれの信者が職場の有給休暇を取得する権利がある。
以下に構成体それぞれの祝日を示す。
| 日付             | 日本語表記                                                               | 現地語表記                                                                         | ボスニア・ヘルツェゴビナ連邦 | スルプスカ共和国 | ブルチコ行政区 | 西ヘルツェゴビナ県 | 備考 |
| ---------------- | ------------------------------------------------------------------------ | ---------------------------------------------------------------------------------- | ---------------------------- | ---------------- | -------------- | ------------------ | --- |
| 1月1日、2日      | 元日                                                                     | Nova godina                                                                        | ○                            | ○                | ○              | ○                  | |
| 1月6日           | 公現祭                                                                   | Sveta tri kralja                                                                   |                              |                  |                | ○                  | |
| 1月9日           | スルプスカ共和国の日                                                     | Dan Republike Srpske                                                               |                              | ○                |                |                    | 憲法裁判所により違憲との判断が下されているが、同国はこれを無視している。                                  |
| 1月14日          | 1月14日                                                                  | 14. januar                                                                         |                              | ○                |                |                    | ユリウス暦の新年                                                                                          |
| 3月1日           | ボスニア・ヘルツェゴビナ独立記念日                                       | Dan nezavisnosti Bosne i Hercegovine                                               | ○                            |                  |                |                    | |
| 3月8日           | ブルチコ行政区創設の日                                                   | Dan uspostavljanja Brčko distrikta                                                 |                              |                  | ○              |                    | |
| 復活祭後の月曜日 | イースターマンデー                                                       | Uskrsni ponedjeljak                                                                |                              |                  |                | ○                  | |
| 5月1日、2日      | メーデー                                                                 | Praznik rada                                                                       | ○                            | ○                | ○              | ○                  | |
| 5月9日           | ファシズムに対する勝利の日                                               | Dan pobjede nad fašizmom                                                           | ○                            | ○                |                |                    | |
| 復活祭から60日後 | 聖体の祝日                                                               | Blagdan Tijelova                                                                   |                              |                  |                | ○                  | |
| 5月30日          | すべてのクロアチア人の国家の日                                           | Dan svehrvatske državnosti                                                         |                              |                  |                | ○                  | クロアチアの国家の日と同じ。                                                                              |
| 8月15日          | 聖母の被昇天の祭日                                                       | Velika Gospa                                                                       |                              |                  |                | ○                  | |
| 9月15日          | セルビアの統一、自由、国旗の日                                           | Dan srpskog jedinstva, slobode i nacionalne zastave                                |                              | ○                |                |                    | 2020年より導入。セルビアとの共同祝日                                                                      |
| 11月1日          | 諸聖人の日                                                               | Dan Svih Svetih                                                                    |                              |                  |                | ○                  | |
| 11月2日          | 死者の日                                                                 | Dan mrtvih                                                                         |                              |                  |                | ○                  | |
| 11月18日         | ヘルツェグ＝ボスナ・クロアチア人共同体の創設の日、西ヘルツェゴビナ県の日 | Dan utemeljenja Hrvatske zajednice Herceg-Bosne i Dan Županije Zapadnohercegovačke |                              |                  |                | ○                  | |
| 11月21日         | ボスニア・ヘルツェゴビナ和平一般枠組み合意成立の日                       | Dan uspostave Opšteg okvirnog sporazuma za mir u Bosni i Hercegovini               |                              | ○                |                |                    | |
| 11月25日         | ボスニア・ヘルツェゴビナ国家の日                                         | Dan državnosti Bosne i Hercegovine                                                 | ○                            |                  |                |                    | 1943年11月25日にボスニア・ヘルツェゴビナ人民解放国家反ファシスト評議会第1回会合が開かれたことを記念する。 |
| 12月25日、26日   | クリスマス                                                               | Božični blagdani                                                                   |                              |                  |                | ○                  | |

### スポーツ

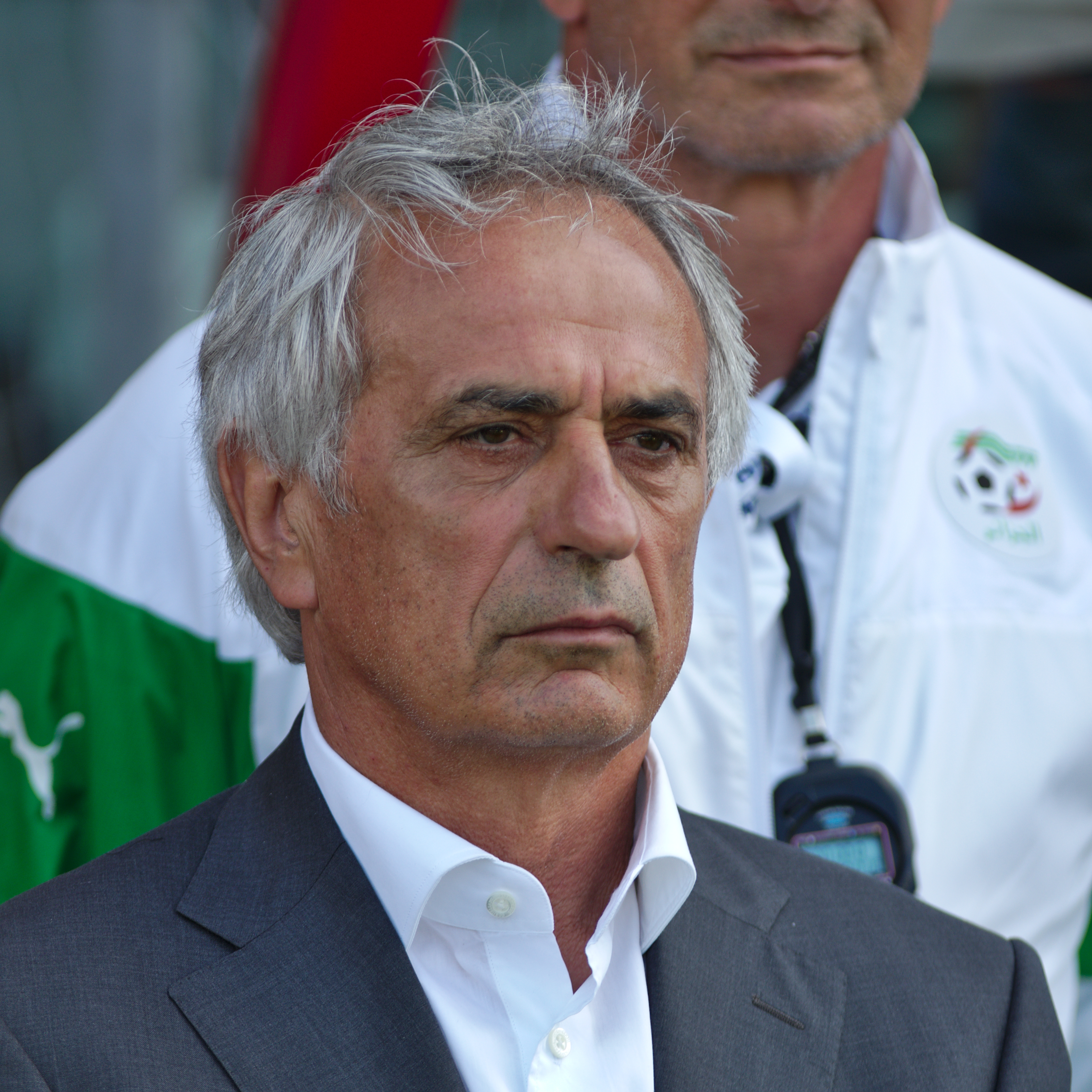
日本代表を2018年ロシアW杯出場に導いたが解任されたヴァイッド・ハリルホジッチ。

ボスニア・ヘルツェゴビナの首都サラエヴォでは、ユーゴスラビア時代の1984年に第14回冬季オリンピックが開催された。
日本と大変ゆかりのあるボスニア人として、元サッカー日本代表監督のヴァイッド・ハリルホジッチとイビチャ・オシムが存在する。ハリルホジッチは2015年に監督に就任し、2018年に日本サッカー協会会長の田嶋幸三によって解任された。オシムは2006年に就任し2007年に脳梗塞で倒れ、監督を続けられる状況ではなくなったため退任した。
サッカー
ボスニア・ヘルツェゴビナでサッカーが最も人気のスポーツとなっており、2000年にプロサッカーリーグのプレミイェル・リーガが創設された。ボスニア・ヘルツェゴビナサッカー連盟によって構成されるサッカーボスニア・ヘルツェゴビナ代表は、FIFAワールドカップには2014年大会で初出場を果たしたがグループリーグ敗退に終わった。UEFA欧州選手権には未出場である。著名な選手としては、セルゲイ・バルバレス、エディン・ジェコ、ミラレム・ピャニッチなどが存在する。中でもジェコは、ヴォルフスブルク時代にブンデスリーガを制覇し、マンチェスター・シティ時代にはプレミアリーグでも優勝を果たした。